# Sondaje de opinie pentru alegerile parlamentare din România, 2024
În pregătirea alegerilor parlamentare din 2024, care au avut loc la data de 1 decembrie 2024 (de Ziua națională a României), diverse companii și organizații de sondaje de opinii din România au efectuat din decembrie 2020 până în noiembrie 2024 o serie de sondaje de opinie pentru a măsura și a urmări intenția de vot în rândul electoratului. În graficul și tabelele de mai jos (ambele actualizate până în luna noiembrie 2024) se regăsesc sondajele de opinie aferente alegerilor parlamentare/legislative.

## Grafic

PSD
PNL
USR
AUR
UDMR/RMDSZ
AFDLC
REPER
S.O.S.
POT

PSD
     PNL
     USR
     AUR
     UDMR/RMDSZ
     AFDLC
     REPER
     S.O.S.
     POT

## Tabele cu sondaje de opinie

### 15 iunie 2023–1 decembrie 2024
| Dată                          | Sursa sondajului                                                                    | Eșantion                                                                            |                                                                                     |                                                                                     |                                                                                     |                                                                                     |                                                                                     |                                                                                     |                                                                                     |                                                                                     |                                                                                     |                                                                                     |                                                                                     |                                                                                     |                                                                                     | POT                                                                                 | Alte partide                                                                        | Avans                                                                               | Guvern                                                                              | Guvern                                                                              | Opoziție                                                                            | Opoziție                                                                            | Opoziție                                                                            |      |      |      |      |       |      |       |       |       |       |       |
| Dată                          | Sursa sondajului                                                                    | Eșantion                                                                            | 1 decembrie 2024                                                                    | Rezultate finale (Camera Deputaților)                                               | 9.243.641                                                                           | 21,96                                                                               | 18,01                                                                               | 13,20                                                                               | 12,40                                                                               | 2,05                                                                                | 2,05                                                                                | 6,33                                                                                | N/A                                                                                 | N/A                                                                                 | 1,24                                                                                | POT                                                                                 | Alte partide                                                                        | Avans                                                                               | Guvern                                                                              | Guvern                                                                              | Opoziție                                                                            | Opoziție                                                                            | Opoziție                                                                            | N/A  | 0,37 | 7,36 | 6,46 | 10,62 | 3,96 | 35,16 | 35,16 | 45,23 | 45,23 | 45,23 |
| Dată                          | Sursa sondajului                                                                    | Eșantion                                                                            | 1 decembrie 2024                                                                    | Rezultate finale (Senat)                                                            | 9.259.957                                                                           | 22,30                                                                               | 18,30                                                                               | 14,28                                                                               | 12,26                                                                               | 1,88                                                                                | 1,88                                                                                | 6,38                                                                                | N/A                                                                                 | N/A                                                                                 | 1,37                                                                                | POT                                                                                 | Alte partide                                                                        | Avans                                                                               | Guvern                                                                              | Guvern                                                                              | Opoziție                                                                            | Opoziție                                                                            | Opoziție                                                                            | N/A  | 0,42 | 7,76 | 6,39 | 8,66  | 4    | 36,58 | 36,58 | 44,71 | 44,71 | 44,71 |
| ----------------------------- | ----------------------------------------------------------------------------------- | ----------------------------------------------------------------------------------- | ----------------------------------------------------------------------------------- | ----------------------------------------------------------------------------------- | ----------------------------------------------------------------------------------- | ----------------------------------------------------------------------------------- | ----------------------------------------------------------------------------------- | ----------------------------------------------------------------------------------- | ----------------------------------------------------------------------------------- | ----------------------------------------------------------------------------------- | ----------------------------------------------------------------------------------- | ----------------------------------------------------------------------------------- | ----------------------------------------------------------------------------------- | ----------------------------------------------------------------------------------- | ----------------------------------------------------------------------------------- | ----------------------------------------------------------------------------------- | ----------------------------------------------------------------------------------- | ----------------------------------------------------------------------------------- | ----------------------------------------------------------------------------------- | ----------------------------------------------------------------------------------- | ----------------------------------------------------------------------------------- | ----------------------------------------------------------------------------------- | ----------------------------------------------------------------------------------- | ---- | ---- | ---- | ---- | ----- | ---- | ----- | ----- | ----- | ----- | ----- |
| Dată                          | Sursa sondajului                                                                    | Eșantion                                                                            | 26–28 noiembrie 2024                                                                | AtlasIntel                                                                          | 2.116                                                                               | 21,4                                                                                | 22,4                                                                                | 13,4                                                                                | 17,5                                                                                | N/A                                                                                 | 2,5                                                                                 | 5,5                                                                                 | N/A                                                                                 | N/A                                                                                 | 1,5                                                                                 | N/A                                                                                 | Alte partide                                                                        | Avans                                                                               | N/A                                                                                 | 4,6                                                                                 | 4,6                                                                                 | 6,6                                                                                 | 1                                                                                   | 34,8 | 34,8 | 45,4 | 45,4 | 45,4  |      |       |       |       |       |       |
| 9–13 noiembrie 2024           | Newsweek                                                                            | 1.040                                                                               | 31                                                                                  | 16                                                                                  | 20                                                                                  | 12                                                                                  | N/A                                                                                 | 2                                                                                   | 5                                                                                   | N/A                                                                                 | N/A                                                                                 | 1                                                                                   | N/A                                                                                 | N/A                                                                                 | 5                                                                                   | N/A                                                                                 | 2                                                                                   | 18                                                                                  | 51                                                                                  | 51                                                                                  | 33                                                                                  | 33                                                                                  | 33                                                                                  |      |      |      |      |       |      |       |       |       |       |       |
| 7–12 noiembrie 2024           | INSCOP                                                                              | 1.100                                                                               | 31,1                                                                                | 20,7                                                                                | 16,2                                                                                | 12,7                                                                                | 1,1                                                                                 | 1,1                                                                                 | 4,5                                                                                 | N/A                                                                                 | N/A                                                                                 | 2,6                                                                                 | N/A                                                                                 | 1,2                                                                                 | 5,9                                                                                 | N/A                                                                                 | 4                                                                                   | 10,4                                                                                | 47,3                                                                                | 47,3                                                                                | 39                                                                                  | 39                                                                                  | 39                                                                                  |      |      |      |      |       |      |       |       |       |       |       |
| 30 octombrie–5 noiembrie 2024 | CURS                                                                                | 1.067                                                                               | 32                                                                                  | 15                                                                                  | 20                                                                                  | 12                                                                                  | 3                                                                                   | 3                                                                                   | 5                                                                                   | N/A                                                                                 | N/A                                                                                 | N/A                                                                                 | N/A                                                                                 | N/A                                                                                 | 6                                                                                   | N/A                                                                                 | 7                                                                                   | 12                                                                                  | 52                                                                                  | 52                                                                                  | 32                                                                                  | 32                                                                                  | 32                                                                                  |      |      |      |      |       |      |       |       |       |       |       |
| 24–28 octombrie 2024          | Newsweek                                                                            | 1.150                                                                               | 31                                                                                  | 17,6                                                                                | 20,5                                                                                | 16,5                                                                                | 3,1                                                                                 | 3,1                                                                                 | 6,5                                                                                 | N/A                                                                                 | N/A                                                                                 | 0,9                                                                                 | N/A                                                                                 | N/A                                                                                 | 2,6                                                                                 | N/A                                                                                 | 1,2                                                                                 | 10,5                                                                                | 51,5                                                                                | 51,5                                                                                | 40,6                                                                                | 40,6                                                                                | 40,6                                                                                |      |      |      |      |       |      |       |       |       |       |       |
| 11–18 octombrie 2024          | INSCOP                                                                              | 1.106                                                                               | 30,2                                                                                | 21,4                                                                                | 13,2                                                                                | 12,7                                                                                | 1,4                                                                                 | 0,6                                                                                 | 3,7                                                                                 | N/A                                                                                 | N/A                                                                                 | 2,5                                                                                 | N/A                                                                                 | 2,1                                                                                 | 8,1                                                                                 | N/A                                                                                 | 4,1                                                                                 | 8,8                                                                                 | 43,4                                                                                | 43,4                                                                                | 38,4                                                                                | 38,4                                                                                | 38,4                                                                                |      |      |      |      |       |      |       |       |       |       |       |
| 11–16 octombrie 2024          | CURS                                                                                | 1.006                                                                               | 31                                                                                  | 18                                                                                  | 20                                                                                  | 15                                                                                  | 3                                                                                   | 3                                                                                   | 3                                                                                   | N/A                                                                                 | N/A                                                                                 | N/A                                                                                 | N/A                                                                                 | N/A                                                                                 | 7                                                                                   | N/A                                                                                 | 3                                                                                   | 11                                                                                  | 51                                                                                  | 51                                                                                  | 36                                                                                  | 36                                                                                  | 36                                                                                  |      |      |      |      |       |      |       |       |       |       |       |
| 7–9 octombrie 2024            | Verifield                                                                           | 1.009                                                                               | 28,2                                                                                | 22,7                                                                                | 12,6                                                                                | 19,5                                                                                | 1                                                                                   | 1,7                                                                                 | 4,2                                                                                 | 0,7                                                                                 | 0,2                                                                                 | 2,4                                                                                 | N/A                                                                                 | 0,5                                                                                 | 5,3                                                                                 | N/A                                                                                 | 1                                                                                   | 5,5                                                                                 | 40,8                                                                                | 40,8                                                                                | 46,4                                                                                | 46,4                                                                                | 46,4                                                                                |      |      |      |      |       |      |       |       |       |       |       |
| 6 octombrie 2024              | Candidatura Dianei Șoșoacă la președinție este respinsă de către CCR                | Candidatura Dianei Șoșoacă la președinție este respinsă de către CCR                | Candidatura Dianei Șoșoacă la președinție este respinsă de către CCR                | Candidatura Dianei Șoșoacă la președinție este respinsă de către CCR                | Candidatura Dianei Șoșoacă la președinție este respinsă de către CCR                | Candidatura Dianei Șoșoacă la președinție este respinsă de către CCR                | Candidatura Dianei Șoșoacă la președinție este respinsă de către CCR                | Candidatura Dianei Șoșoacă la președinție este respinsă de către CCR                | Candidatura Dianei Șoșoacă la președinție este respinsă de către CCR                | Candidatura Dianei Șoșoacă la președinție este respinsă de către CCR                | Candidatura Dianei Șoșoacă la președinție este respinsă de către CCR                | Candidatura Dianei Șoșoacă la președinție este respinsă de către CCR                | Candidatura Dianei Șoșoacă la președinție este respinsă de către CCR                | Candidatura Dianei Șoșoacă la președinție este respinsă de către CCR                | Candidatura Dianei Șoșoacă la președinție este respinsă de către CCR                | Candidatura Dianei Șoșoacă la președinție este respinsă de către CCR                | Candidatura Dianei Șoșoacă la președinție este respinsă de către CCR                | Candidatura Dianei Șoșoacă la președinție este respinsă de către CCR                | Candidatura Dianei Șoșoacă la președinție este respinsă de către CCR                | Candidatura Dianei Șoșoacă la președinție este respinsă de către CCR                | Candidatura Dianei Șoșoacă la președinție este respinsă de către CCR                | Candidatura Dianei Șoșoacă la președinție este respinsă de către CCR                | Candidatura Dianei Șoșoacă la președinție este respinsă de către CCR                |      |      |      |      |       |      |       |       |       |       |       |
| 11–16 septembrie 2024         | INSCOP                                                                              | 1.102                                                                               | 30,1                                                                                | 14,7                                                                                | 14,3                                                                                | 17,1                                                                                | 0,8                                                                                 | 0,9                                                                                 | 5                                                                                   | 1,4                                                                                 | 0,3                                                                                 | 1,9                                                                                 | N/A                                                                                 | 0,7                                                                                 | 8,9                                                                                 | N/A                                                                                 | 3,9                                                                                 | 13                                                                                  | 44,4                                                                                | 44,4                                                                                | 31,8                                                                                | 31,8                                                                                | 31,8                                                                                |      |      |      |      |       |      |       |       |       |       |       |
| 19–27 iunie 2024              | INSCOP                                                                              | 1.100                                                                               | 29,4                                                                                | 14,7                                                                                | 18,9                                                                                | 12,2                                                                                | N/A                                                                                 | N/A                                                                                 | 4,6                                                                                 | 1,1                                                                                 | 1,5                                                                                 | 3,6                                                                                 | 2,2                                                                                 | 1,9                                                                                 | 6,1                                                                                 | N/A                                                                                 | 3,8                                                                                 | 10,5                                                                                | 48,3                                                                                | 48,3                                                                                | 31,5                                                                                | 31,5                                                                                | 31,5                                                                                |      |      |      |      |       |      |       |       |       |       |       |
| 19–20 februarie 2024          | Avangarde                                                                           | N/A                                                                                 | 31                                                                                  | 18                                                                                  | 20                                                                                  | 15                                                                                  | 15                                                                                  | 15                                                                                  | 5                                                                                   | N/A                                                                                 | N/A                                                                                 | 2                                                                                   | N/A                                                                                 | N/A                                                                                 | 8                                                                                   | N/A                                                                                 | 1                                                                                   | 11                                                                                  | 51                                                                                  | 51                                                                                  | 49                                                                                  | 49                                                                                  | 49                                                                                  |      |      |      |      |       |      |       |       |       |       |       |
| 25 ianuarie 2024              | Avangarde                                                                           | N/A                                                                                 | 31                                                                                  | 19                                                                                  | 21                                                                                  | 14                                                                                  | 14                                                                                  | 14                                                                                  | 5                                                                                   | N/A                                                                                 | N/A                                                                                 | 1                                                                                   | N/A                                                                                 | N/A                                                                                 | 8                                                                                   | N/A                                                                                 | 1                                                                                   | 11                                                                                  | 51                                                                                  | 51                                                                                  | 48                                                                                  | 48                                                                                  | 48                                                                                  |      |      |      |      |       |      |       |       |       |       |       |
| ianuarie 2024                 | INSCOP                                                                              | 1.100                                                                               | 27,1                                                                                | 17,9                                                                                | 19,8                                                                                | 16,2                                                                                | 16,2                                                                                | 16,2                                                                                | 5,6                                                                                 | 1,9                                                                                 | N/A                                                                                 | 0,9                                                                                 | 1,9                                                                                 | 1,9                                                                                 | 7,1                                                                                 | N/A                                                                                 | 1,6                                                                                 | 10,7                                                                                | 46,9                                                                                | 46,9                                                                                | 39,7                                                                                | 39,7                                                                                | 39,7                                                                                |      |      |      |      |       |      |       |       |       |       |       |
| decembrie 2023                | PNL                                                                                 | 1.000                                                                               | 30                                                                                  | 18                                                                                  | 20                                                                                  | 14                                                                                  | 2                                                                                   | 2                                                                                   | 5                                                                                   | N/A                                                                                 | N/A                                                                                 | 2                                                                                   | N/A                                                                                 | N/A                                                                                 | 6                                                                                   | N/A                                                                                 | 1                                                                                   | 10                                                                                  | 50                                                                                  | 50                                                                                  | 37                                                                                  | 37                                                                                  | 37                                                                                  |      |      |      |      |       |      |       |       |       |       |       |
| 20–27 noiembrie 2023          | INSCOP                                                                              | 1.100                                                                               | 30,2                                                                                | 19,5                                                                                | 20,1                                                                                | 11,9                                                                                | 1,3                                                                                 | 0,6                                                                                 | 4,9                                                                                 | 2,9                                                                                 | 0,7                                                                                 | 0,3                                                                                 | 1,9                                                                                 | N/A                                                                                 | 5,2                                                                                 | N/A                                                                                 | 1,4                                                                                 | 10,1                                                                                | 50,3                                                                                | 50,3                                                                                | 36,3                                                                                | 36,3                                                                                | 36,3                                                                                |      |      |      |      |       |      |       |       |       |       |       |
| 30 octombrie–6 noiembrie 2023 | Mercury Research                                                                    | 1.227                                                                               | 30                                                                                  | 20                                                                                  | 17                                                                                  | 18                                                                                  | 3                                                                                   | N/A                                                                                 | 4                                                                                   | N/A                                                                                 | N/A                                                                                 | 1                                                                                   | N/A                                                                                 | N/A                                                                                 | 4                                                                                   | N/A                                                                                 | 1                                                                                   | 10                                                                                  | 47                                                                                  | 47                                                                                  | 42                                                                                  | 42                                                                                  | 42                                                                                  |      |      |      |      |       |      |       |       |       |       |       |
| 23 octombrie–2 noiembrie 2023 | INSCOP                                                                              | 1.100                                                                               | 28,7                                                                                | 18,6                                                                                | 18,9                                                                                | 14,6                                                                                | 1,7                                                                                 | 0,6                                                                                 | 4,9                                                                                 | 3,2                                                                                 | N/A                                                                                 | 0,9                                                                                 | 2,3                                                                                 | N/A                                                                                 | 4,3                                                                                 | N/A                                                                                 | 1,7                                                                                 | 9,8                                                                                 | 47,6                                                                                | 47,6                                                                                | 38,1                                                                                | 38,1                                                                                | 38,1                                                                                |      |      |      |      |       |      |       |       |       |       |       |
| 20–29 octombrie 2023          | AtlasIntel                                                                          | 2.000                                                                               | 18,3                                                                                | 13,7                                                                                | 11                                                                                  | 15,1                                                                                | 7                                                                                   | 3,9                                                                                 | 5,1                                                                                 | 1                                                                                   | 0,2                                                                                 | 3,3                                                                                 | N/A                                                                                 | N/A                                                                                 | 6,8                                                                                 | N/A                                                                                 | 14,6                                                                                | 3,2                                                                                 | 29,3                                                                                | 29,3                                                                                | 33,9                                                                                | 33,9                                                                                | 33,9                                                                                |      |      |      |      |       |      |       |       |       |       |       |
| 11–25 septembrie 2023         | LARICS                                                                              | 1.003                                                                               | 32                                                                                  | 14,3                                                                                | 23,9                                                                                | 14,7                                                                                | 4                                                                                   | N/A                                                                                 | 2,9                                                                                 | N/A                                                                                 | 0,9                                                                                 | N/A                                                                                 | N/A                                                                                 | N/A                                                                                 | 4,7                                                                                 | N/A                                                                                 | 2,6                                                                                 | 8,1                                                                                 | 55,9                                                                                | 55,9                                                                                | 31,9                                                                                | 31,9                                                                                | 31,9                                                                                |      |      |      |      |       |      |       |       |       |       |       |
| 15–22 septembrie 2023         | INSCOP                                                                              | 1.550                                                                               | 29,1                                                                                | 22,4                                                                                | 20,4                                                                                | 11                                                                                  | 1,7                                                                                 | 1                                                                                   | 4,6                                                                                 | 1,5                                                                                 | N/A                                                                                 | 0,7                                                                                 | 2,7                                                                                 | N/A                                                                                 | 3,1                                                                                 | N/A                                                                                 | 1,8                                                                                 | 6,7                                                                                 | 51,5                                                                                | 51,5                                                                                | 38                                                                                  | 38                                                                                  | 38                                                                                  |      |      |      |      |       |      |       |       |       |       |       |
| 12–22 septembrie 2023         | CURS                                                                                | 1.008                                                                               | 31                                                                                  | 18                                                                                  | 19                                                                                  | 11                                                                                  | 4                                                                                   | N/A                                                                                 | 4                                                                                   | 2                                                                                   | 4                                                                                   | N/A                                                                                 | N/A                                                                                 | N/A                                                                                 | 5                                                                                   | N/A                                                                                 | 2                                                                                   | 12                                                                                  | 50                                                                                  | 50                                                                                  | 33                                                                                  | 33                                                                                  | 33                                                                                  |      |      |      |      |       |      |       |       |       |       |       |
| 4–10 septembrie 2023          | PNL                                                                                 | 1.032                                                                               | 30                                                                                  | 20                                                                                  | 20                                                                                  | 14                                                                                  | 4                                                                                   | 1                                                                                   | 5                                                                                   | 1                                                                                   | N/A                                                                                 | N/A                                                                                 | N/A                                                                                 | N/A                                                                                 | 3                                                                                   | N/A                                                                                 | 2                                                                                   | 10                                                                                  | 50                                                                                  | 50                                                                                  | 39                                                                                  | 39                                                                                  | 39                                                                                  |      |      |      |      |       |      |       |       |       |       |       |
| 24–31 august 2023             | CURS                                                                                | 1.067                                                                               | 32                                                                                  | 19                                                                                  | 19                                                                                  | 12                                                                                  | 4                                                                                   | N/A                                                                                 | 5                                                                                   | N/A                                                                                 | 2                                                                                   | N/A                                                                                 | N/A                                                                                 | N/A                                                                                 | 4                                                                                   | N/A                                                                                 | 3                                                                                   | 13                                                                                  | 56                                                                                  | 56                                                                                  | 36                                                                                  | 36                                                                                  | 36                                                                                  |      |      |      |      |       |      |       |       |       |       |       |
| 8–20 iulie 2023               | CURS                                                                                | N/A                                                                                 | 31                                                                                  | 20                                                                                  | 18                                                                                  | 12                                                                                  | 4                                                                                   | N/A                                                                                 | 4                                                                                   | 2                                                                                   | 4                                                                                   | N/A                                                                                 | N/A                                                                                 | N/A                                                                                 | 4                                                                                   | N/A                                                                                 | 1                                                                                   | 11                                                                                  | 49                                                                                  | 49                                                                                  | 36                                                                                  | 36                                                                                  | 36                                                                                  |      |      |      |      |       |      |       |       |       |       |       |
| 12–26 iunie 2023              | INSCOP                                                                              | N/A                                                                                 | 28,7                                                                                | 20,1                                                                                | 18                                                                                  | 12,7                                                                                | N/A                                                                                 | N/A                                                                                 | N/A                                                                                 | N/A                                                                                 | N/A                                                                                 | N/A                                                                                 | N/A                                                                                 | N/A                                                                                 | N/A                                                                                 | N/A                                                                                 | 20,5                                                                                | 8,6                                                                                 | 46,7                                                                                | 46,7                                                                                | 32,8                                                                                | 32,8                                                                                | 32,8                                                                                |      |      |      |      |       |      |       |       |       |       |       |
| 30 mai–20 iunie 2023          | Geeks for Democracy                                                                 | 806                                                                                 | 31                                                                                  | 18                                                                                  | 19                                                                                  | 11                                                                                  | N/A                                                                                 | N/A                                                                                 | 5                                                                                   | N/A                                                                                 | N/A                                                                                 | N/A                                                                                 | N/A                                                                                 | N/A                                                                                 | N/A                                                                                 | N/A                                                                                 | 16                                                                                  | 12                                                                                  | 55                                                                                  | 55                                                                                  | 34                                                                                  | 34                                                                                  | 34                                                                                  |      |      |      |      |       |      |       |       |       |       |       |
| 15 iunie 2023                 | Marcel Ciolacu este oficial învestit de către parlament în funcția de Prim-ministru | Marcel Ciolacu este oficial învestit de către parlament în funcția de Prim-ministru | Marcel Ciolacu este oficial învestit de către parlament în funcția de Prim-ministru | Marcel Ciolacu este oficial învestit de către parlament în funcția de Prim-ministru | Marcel Ciolacu este oficial învestit de către parlament în funcția de Prim-ministru | Marcel Ciolacu este oficial învestit de către parlament în funcția de Prim-ministru | Marcel Ciolacu este oficial învestit de către parlament în funcția de Prim-ministru | Marcel Ciolacu este oficial învestit de către parlament în funcția de Prim-ministru | Marcel Ciolacu este oficial învestit de către parlament în funcția de Prim-ministru | Marcel Ciolacu este oficial învestit de către parlament în funcția de Prim-ministru | Marcel Ciolacu este oficial învestit de către parlament în funcția de Prim-ministru | Marcel Ciolacu este oficial învestit de către parlament în funcția de Prim-ministru | Marcel Ciolacu este oficial învestit de către parlament în funcția de Prim-ministru | Marcel Ciolacu este oficial învestit de către parlament în funcția de Prim-ministru | Marcel Ciolacu este oficial învestit de către parlament în funcția de Prim-ministru | Marcel Ciolacu este oficial învestit de către parlament în funcția de Prim-ministru | Marcel Ciolacu este oficial învestit de către parlament în funcția de Prim-ministru | Marcel Ciolacu este oficial învestit de către parlament în funcția de Prim-ministru | Marcel Ciolacu este oficial învestit de către parlament în funcția de Prim-ministru | Marcel Ciolacu este oficial învestit de către parlament în funcția de Prim-ministru | Marcel Ciolacu este oficial învestit de către parlament în funcția de Prim-ministru | Marcel Ciolacu este oficial învestit de către parlament în funcția de Prim-ministru | Marcel Ciolacu este oficial învestit de către parlament în funcția de Prim-ministru |      |      |      |      |       |      |       |       |       |       |       |

1. 1 2 3  Procentaj sondat în cadrul Alianței Dreapta Unită (ADU).

### 25 noiembrie 2021–15 iunie 2023
| Dată                      | Sursa sondajului | Eșantion | | | | | | | | | | ApP | | | Alte partide | Avans | Guvern | Guvern | Guvern | Opoziție | Opoziție |                                                                         |                                                                         |                                                                         |
| ------------------------- | --- | --- | --- | --- | --- | --- | --- | --- | --- | --- | --- | --- | --- | --- | --- | --- | --- | --- | --- | --- | --- | ----------------------------------------------------------------------- | ----------------------------------------------------------------------- | ----------------------------------------------------------------------- |
| Dată                      | Sursa sondajului | Eșantion | 12 iunie 2023 | Nicolae Ciucă și-a anunțat oficial demisia din funcția de Prim-ministru                                                                               | Nicolae Ciucă și-a anunțat oficial demisia din funcția de Prim-ministru                                                                               | Nicolae Ciucă și-a anunțat oficial demisia din funcția de Prim-ministru                                                                               | Nicolae Ciucă și-a anunțat oficial demisia din funcția de Prim-ministru                                                                               | Nicolae Ciucă și-a anunțat oficial demisia din funcția de Prim-ministru                                                                               | Nicolae Ciucă și-a anunțat oficial demisia din funcția de Prim-ministru                                                                               | Nicolae Ciucă și-a anunțat oficial demisia din funcția de Prim-ministru                                                                               | Nicolae Ciucă și-a anunțat oficial demisia din funcția de Prim-ministru                                                                               | Nicolae Ciucă și-a anunțat oficial demisia din funcția de Prim-ministru                                                                               | Nicolae Ciucă și-a anunțat oficial demisia din funcția de Prim-ministru                                                                               | Nicolae Ciucă și-a anunțat oficial demisia din funcția de Prim-ministru                                                                               | Nicolae Ciucă și-a anunțat oficial demisia din funcția de Prim-ministru                                                                               | Nicolae Ciucă și-a anunțat oficial demisia din funcția de Prim-ministru                                                                               | Nicolae Ciucă și-a anunțat oficial demisia din funcția de Prim-ministru                                                                               | Nicolae Ciucă și-a anunțat oficial demisia din funcția de Prim-ministru                                                                               | Nicolae Ciucă și-a anunțat oficial demisia din funcția de Prim-ministru                                                                               | Nicolae Ciucă și-a anunțat oficial demisia din funcția de Prim-ministru                                                                               | Nicolae Ciucă și-a anunțat oficial demisia din funcția de Prim-ministru                                                                               | Nicolae Ciucă și-a anunțat oficial demisia din funcția de Prim-ministru | Nicolae Ciucă și-a anunțat oficial demisia din funcția de Prim-ministru | Nicolae Ciucă și-a anunțat oficial demisia din funcția de Prim-ministru |
| 27 mai–11 iunie 2023      | USR | 916 | 28 | 18 | 13 | 22 | 6 | 2 | 3 | 2 | N/A | N/A | N/A | N/A | 6 | 6 | 52 | 52 | 52 | 35 | 35 |                                                                         |                                                                         |                                                                         |
| 19–27 mai 2023            | CURS | 1.082 | 31 | 20 | 11 | 17 | 5 | N/A | 5 | N/A | 4 | N/A | N/A | N/A | 7 | 11 | 56 | 56 | 56 | 28 | 28 |                                                                         |                                                                         |                                                                         |
| 10–20 martie 2023         | CURS | 1.105 | 33 | 21 | 9 | 16 | 5 | N/A | 5 | N/A | 4 | N/A | N/A | N/A | 7 | 12 | 59 | 59 | 59 | 25 | 25 |                                                                         |                                                                         |                                                                         |
| 5–19 febuarie 2023        | INSCOP | 3.000 | 31.7 | 22.3 | 11.2 | 18.2 | 4.6 | 2.4 | 2.9 | N/A | N/A | N/A | N/A | 1.4 | 3.9 | 9.4 | 58.6 | 58.6 | 58.6 | 29.4 | 29.4 |                                                                         |                                                                         |                                                                         |
| 1–13 febuarie 2023        | INSCOP | 1.000 | 30.4 | 21.6 | 10.9 | 19.1 | 4.3 | 3.0 | 2.9 | 0.7 | N/A | N/A | 0.1 | 2.7 | 4.3 | 8.8 | 56.3 | 56.3 | 56.3 | 30 | 30 |                                                                         |                                                                         |                                                                         |
| 27–30 ianuarie 2023       | AtlasIntel | 2.000 | 24.5 | 17.2 | 12.4 | 17.9 | 6.4 | 4 | 5.9 | 2.9 | N/A | N/A | 1.9 | N/A | 4.7 | 6.9 | 48.1 | 48.1 | 48.1 | 30.3 | 30.3 |                                                                         |                                                                         |                                                                         |
| 10–20 ianuarie 2023       | CURS | N/A | 36 | 22 | 8 | 14 | 5 | N/A | 4 | N/A | 4 | N/A | N/A | N/A | 7 | 14 | 63 | 63 | 63 | 22 | 22 |                                                                         |                                                                         |                                                                         |
| 5–19 decembrie 2022       | Inscop | N/A | 31.5 | 20.3 | 10.9 | 18.1 | N/A | N/A | N/A | N/A | N/A | N/A | N/A | N/A | 19.2 | 11.2 | 51.8 | 51.8 | 51.8 | 29 | 29 |                                                                         |                                                                         |                                                                         |
| 8–22 noiembrie 2022       | CURS | 1.067 | 34 | 24 | 9 | 12 | 5 | N/A | 4 | N/A | 4 | N/A | N/A | N/A | 8 | 10 | 63 | 63 | 63 | 21 | 21 |                                                                         |                                                                         |                                                                         |
| 31 octombrie 2022         | Angel Tîlvăr devine noul Ministru al Apărării Naționale                                                                                               | Angel Tîlvăr devine noul Ministru al Apărării Naționale                                                                                               | Angel Tîlvăr devine noul Ministru al Apărării Naționale                                                                                               | Angel Tîlvăr devine noul Ministru al Apărării Naționale                                                                                               | Angel Tîlvăr devine noul Ministru al Apărării Naționale                                                                                               | Angel Tîlvăr devine noul Ministru al Apărării Naționale                                                                                               | Angel Tîlvăr devine noul Ministru al Apărării Naționale                                                                                               | Angel Tîlvăr devine noul Ministru al Apărării Naționale                                                                                               | Angel Tîlvăr devine noul Ministru al Apărării Naționale                                                                                               | Angel Tîlvăr devine noul Ministru al Apărării Naționale                                                                                               | Angel Tîlvăr devine noul Ministru al Apărării Naționale                                                                                               | Angel Tîlvăr devine noul Ministru al Apărării Naționale                                                                                               | Angel Tîlvăr devine noul Ministru al Apărării Naționale                                                                                               | Angel Tîlvăr devine noul Ministru al Apărării Naționale                                                                                               | Angel Tîlvăr devine noul Ministru al Apărării Naționale                                                                                               | Angel Tîlvăr devine noul Ministru al Apărării Naționale                                                                                               | Angel Tîlvăr devine noul Ministru al Apărării Naționale                                                                                               | Angel Tîlvăr devine noul Ministru al Apărării Naționale                                                                                               | Angel Tîlvăr devine noul Ministru al Apărării Naționale                                                                                               | Angel Tîlvăr devine noul Ministru al Apărării Naționale                                                                                               | Angel Tîlvăr devine noul Ministru al Apărării Naționale                                                                                               |                                                                         |                                                                         |                                                                         |
| 24 octombrie 2022         | Vasile Dîncu a demisionat din funcția de Ministru al Apărării Naționale                                                                               | Vasile Dîncu a demisionat din funcția de Ministru al Apărării Naționale                                                                               | Vasile Dîncu a demisionat din funcția de Ministru al Apărării Naționale                                                                               | Vasile Dîncu a demisionat din funcția de Ministru al Apărării Naționale                                                                               | Vasile Dîncu a demisionat din funcția de Ministru al Apărării Naționale                                                                               | Vasile Dîncu a demisionat din funcția de Ministru al Apărării Naționale                                                                               | Vasile Dîncu a demisionat din funcția de Ministru al Apărării Naționale                                                                               | Vasile Dîncu a demisionat din funcția de Ministru al Apărării Naționale                                                                               | Vasile Dîncu a demisionat din funcția de Ministru al Apărării Naționale                                                                               | Vasile Dîncu a demisionat din funcția de Ministru al Apărării Naționale                                                                               | Vasile Dîncu a demisionat din funcția de Ministru al Apărării Naționale                                                                               | Vasile Dîncu a demisionat din funcția de Ministru al Apărării Naționale                                                                               | Vasile Dîncu a demisionat din funcția de Ministru al Apărării Naționale                                                                               | Vasile Dîncu a demisionat din funcția de Ministru al Apărării Naționale                                                                               | Vasile Dîncu a demisionat din funcția de Ministru al Apărării Naționale                                                                               | Vasile Dîncu a demisionat din funcția de Ministru al Apărării Naționale                                                                               | Vasile Dîncu a demisionat din funcția de Ministru al Apărării Naționale                                                                               | Vasile Dîncu a demisionat din funcția de Ministru al Apărării Naționale                                                                               | Vasile Dîncu a demisionat din funcția de Ministru al Apărării Naționale                                                                               | Vasile Dîncu a demisionat din funcția de Ministru al Apărării Naționale                                                                               | Vasile Dîncu a demisionat din funcția de Ministru al Apărării Naționale                                                                               |                                                                         |                                                                         |                                                                         |
| 4–18 octombrie 2022       | Sociopol | N/A | 36 | 19 | 11 | 14 | 4 | 2 | 2 | 1 | N/A | N/A | 4 | N/A | 7 | 17 | 59 | 59 | 59 | 25 | 25 |                                                                         |                                                                         |                                                                         |
| 3 octombrie 2022          | Ligia Deca devine noul Ministru al Educației | Ligia Deca devine noul Ministru al Educației | Ligia Deca devine noul Ministru al Educației | Ligia Deca devine noul Ministru al Educației | Ligia Deca devine noul Ministru al Educației | Ligia Deca devine noul Ministru al Educației | Ligia Deca devine noul Ministru al Educației | Ligia Deca devine noul Ministru al Educației | Ligia Deca devine noul Ministru al Educației | Ligia Deca devine noul Ministru al Educației | Ligia Deca devine noul Ministru al Educației | Ligia Deca devine noul Ministru al Educației | Ligia Deca devine noul Ministru al Educației | Ligia Deca devine noul Ministru al Educației | Ligia Deca devine noul Ministru al Educației | Ligia Deca devine noul Ministru al Educației | Ligia Deca devine noul Ministru al Educației | Ligia Deca devine noul Ministru al Educației | Ligia Deca devine noul Ministru al Educației | Ligia Deca devine noul Ministru al Educației | Ligia Deca devine noul Ministru al Educației |                                                                         |                                                                         |                                                                         |
| 29 septembrie 2022        | Sorin Cîmpeanu a demisionat din funcția de Ministru al Educației                                                                                      | Sorin Cîmpeanu a demisionat din funcția de Ministru al Educației                                                                                      | Sorin Cîmpeanu a demisionat din funcția de Ministru al Educației                                                                                      | Sorin Cîmpeanu a demisionat din funcția de Ministru al Educației                                                                                      | Sorin Cîmpeanu a demisionat din funcția de Ministru al Educației                                                                                      | Sorin Cîmpeanu a demisionat din funcția de Ministru al Educației                                                                                      | Sorin Cîmpeanu a demisionat din funcția de Ministru al Educației                                                                                      | Sorin Cîmpeanu a demisionat din funcția de Ministru al Educației                                                                                      | Sorin Cîmpeanu a demisionat din funcția de Ministru al Educației                                                                                      | Sorin Cîmpeanu a demisionat din funcția de Ministru al Educației                                                                                      | Sorin Cîmpeanu a demisionat din funcția de Ministru al Educației                                                                                      | Sorin Cîmpeanu a demisionat din funcția de Ministru al Educației                                                                                      | Sorin Cîmpeanu a demisionat din funcția de Ministru al Educației                                                                                      | Sorin Cîmpeanu a demisionat din funcția de Ministru al Educației                                                                                      | Sorin Cîmpeanu a demisionat din funcția de Ministru al Educației                                                                                      | Sorin Cîmpeanu a demisionat din funcția de Ministru al Educației                                                                                      | Sorin Cîmpeanu a demisionat din funcția de Ministru al Educației                                                                                      | Sorin Cîmpeanu a demisionat din funcția de Ministru al Educației                                                                                      | Sorin Cîmpeanu a demisionat din funcția de Ministru al Educației                                                                                      | Sorin Cîmpeanu a demisionat din funcția de Ministru al Educației                                                                                      | Sorin Cîmpeanu a demisionat din funcția de Ministru al Educației                                                                                      |                                                                         |                                                                         |                                                                         |
| 8–22 septembrie 2022      | CURS | 1.015 | 35 | 22 | 8 | 15 | 5 | N/A | 4 | N/A | 4 | N/A | N/A | N/A | 11 | 13 | 62 | 62 | 62 | 23 | 23 |                                                                         |                                                                         |                                                                         |
| 22–31 august 2022         | Sociopol | N/A | 32 | 15 | 11 | 25 | 6 | N/A | N/A | N/A | N/A | N/A | N/A | N/A | 11 | 7 | 53 | 53 | 53 | 36 | 36 |                                                                         |                                                                         |                                                                         |
| 5–17 august 2022          | CURS | N/A | 32 | 23 | 10 | 13 | N/A | 2 | 4 | 2 | 4 | 3 | 2 | N/A | 2 | 9 | 55 | 55 | 55 | 23 | 23 |                                                                         |                                                                         |                                                                         |
| 22–31 iulie 2022          | Avangarde | 902 | 37 | 23 | 9 | 11 | 5 | 1 | 5 | 2 | 3 | N/A | 1 | N/A | 2 | 14 | 65 | 65 | 65 | 20 | 20 |                                                                         |                                                                         |                                                                         |
| 10 iulie 2022             | Cătălin Drulă devine noul președinte ales al USR | Cătălin Drulă devine noul președinte ales al USR | Cătălin Drulă devine noul președinte ales al USR | Cătălin Drulă devine noul președinte ales al USR | Cătălin Drulă devine noul președinte ales al USR | Cătălin Drulă devine noul președinte ales al USR | Cătălin Drulă devine noul președinte ales al USR | Cătălin Drulă devine noul președinte ales al USR | Cătălin Drulă devine noul președinte ales al USR | Cătălin Drulă devine noul președinte ales al USR | Cătălin Drulă devine noul președinte ales al USR | Cătălin Drulă devine noul președinte ales al USR | Cătălin Drulă devine noul președinte ales al USR | Cătălin Drulă devine noul președinte ales al USR | Cătălin Drulă devine noul președinte ales al USR | Cătălin Drulă devine noul președinte ales al USR | Cătălin Drulă devine noul președinte ales al USR | Cătălin Drulă devine noul președinte ales al USR | Cătălin Drulă devine noul președinte ales al USR | Cătălin Drulă devine noul președinte ales al USR | Cătălin Drulă devine noul președinte ales al USR |                                                                         |                                                                         |                                                                         |
| 8 iulie 2022              | Petre Daea devine noul Ministru al Agriculturii și Dezvoltării Rurale                                                                                 | Petre Daea devine noul Ministru al Agriculturii și Dezvoltării Rurale                                                                                 | Petre Daea devine noul Ministru al Agriculturii și Dezvoltării Rurale                                                                                 | Petre Daea devine noul Ministru al Agriculturii și Dezvoltării Rurale                                                                                 | Petre Daea devine noul Ministru al Agriculturii și Dezvoltării Rurale                                                                                 | Petre Daea devine noul Ministru al Agriculturii și Dezvoltării Rurale                                                                                 | Petre Daea devine noul Ministru al Agriculturii și Dezvoltării Rurale                                                                                 | Petre Daea devine noul Ministru al Agriculturii și Dezvoltării Rurale                                                                                 | Petre Daea devine noul Ministru al Agriculturii și Dezvoltării Rurale                                                                                 | Petre Daea devine noul Ministru al Agriculturii și Dezvoltării Rurale                                                                                 | Petre Daea devine noul Ministru al Agriculturii și Dezvoltării Rurale                                                                                 | Petre Daea devine noul Ministru al Agriculturii și Dezvoltării Rurale                                                                                 | Petre Daea devine noul Ministru al Agriculturii și Dezvoltării Rurale                                                                                 | Petre Daea devine noul Ministru al Agriculturii și Dezvoltării Rurale                                                                                 | Petre Daea devine noul Ministru al Agriculturii și Dezvoltării Rurale                                                                                 | Petre Daea devine noul Ministru al Agriculturii și Dezvoltării Rurale                                                                                 | Petre Daea devine noul Ministru al Agriculturii și Dezvoltării Rurale                                                                                 | Petre Daea devine noul Ministru al Agriculturii și Dezvoltării Rurale                                                                                 | Petre Daea devine noul Ministru al Agriculturii și Dezvoltării Rurale                                                                                 | Petre Daea devine noul Ministru al Agriculturii și Dezvoltării Rurale                                                                                 | Petre Daea devine noul Ministru al Agriculturii și Dezvoltării Rurale                                                                                 |                                                                         |                                                                         |                                                                         |
| 22–30 iunie 2022          | Avangarde | 903 | 35 | 20 | 9 | 12 | 5 | 2 | 5 | 2 | 4 | 2 | 2 | N/A | 2 | 15 | 60 | 60 | 60 | 21 | 21 |                                                                         |                                                                         |                                                                         |
| 29 iunie 2022             | Florin Cîțu a demisionat din funcția de președinte al Senatului, după șapte luni de mandat, Alina Gorghiu a devenit Președinte interimar al Senatului | Florin Cîțu a demisionat din funcția de președinte al Senatului, după șapte luni de mandat, Alina Gorghiu a devenit Președinte interimar al Senatului | Florin Cîțu a demisionat din funcția de președinte al Senatului, după șapte luni de mandat, Alina Gorghiu a devenit Președinte interimar al Senatului | Florin Cîțu a demisionat din funcția de președinte al Senatului, după șapte luni de mandat, Alina Gorghiu a devenit Președinte interimar al Senatului | Florin Cîțu a demisionat din funcția de președinte al Senatului, după șapte luni de mandat, Alina Gorghiu a devenit Președinte interimar al Senatului | Florin Cîțu a demisionat din funcția de președinte al Senatului, după șapte luni de mandat, Alina Gorghiu a devenit Președinte interimar al Senatului | Florin Cîțu a demisionat din funcția de președinte al Senatului, după șapte luni de mandat, Alina Gorghiu a devenit Președinte interimar al Senatului | Florin Cîțu a demisionat din funcția de președinte al Senatului, după șapte luni de mandat, Alina Gorghiu a devenit Președinte interimar al Senatului | Florin Cîțu a demisionat din funcția de președinte al Senatului, după șapte luni de mandat, Alina Gorghiu a devenit Președinte interimar al Senatului | Florin Cîțu a demisionat din funcția de președinte al Senatului, după șapte luni de mandat, Alina Gorghiu a devenit Președinte interimar al Senatului | Florin Cîțu a demisionat din funcția de președinte al Senatului, după șapte luni de mandat, Alina Gorghiu a devenit Președinte interimar al Senatului | Florin Cîțu a demisionat din funcția de președinte al Senatului, după șapte luni de mandat, Alina Gorghiu a devenit Președinte interimar al Senatului | Florin Cîțu a demisionat din funcția de președinte al Senatului, după șapte luni de mandat, Alina Gorghiu a devenit Președinte interimar al Senatului | Florin Cîțu a demisionat din funcția de președinte al Senatului, după șapte luni de mandat, Alina Gorghiu a devenit Președinte interimar al Senatului | Florin Cîțu a demisionat din funcția de președinte al Senatului, după șapte luni de mandat, Alina Gorghiu a devenit Președinte interimar al Senatului | Florin Cîțu a demisionat din funcția de președinte al Senatului, după șapte luni de mandat, Alina Gorghiu a devenit Președinte interimar al Senatului | Florin Cîțu a demisionat din funcția de președinte al Senatului, după șapte luni de mandat, Alina Gorghiu a devenit Președinte interimar al Senatului | Florin Cîțu a demisionat din funcția de președinte al Senatului, după șapte luni de mandat, Alina Gorghiu a devenit Președinte interimar al Senatului | Florin Cîțu a demisionat din funcția de președinte al Senatului, după șapte luni de mandat, Alina Gorghiu a devenit Președinte interimar al Senatului | Florin Cîțu a demisionat din funcția de președinte al Senatului, după șapte luni de mandat, Alina Gorghiu a devenit Președinte interimar al Senatului | Florin Cîțu a demisionat din funcția de președinte al Senatului, după șapte luni de mandat, Alina Gorghiu a devenit Președinte interimar al Senatului |                                                                         |                                                                         |                                                                         |
| 23 iunie 2022             | Adrian Chesnoiu a demisionat din funcția de Ministru al Agriculturii și Dezvoltării Rurale                                                            | Adrian Chesnoiu a demisionat din funcția de Ministru al Agriculturii și Dezvoltării Rurale                                                            | Adrian Chesnoiu a demisionat din funcția de Ministru al Agriculturii și Dezvoltării Rurale                                                            | Adrian Chesnoiu a demisionat din funcția de Ministru al Agriculturii și Dezvoltării Rurale                                                            | Adrian Chesnoiu a demisionat din funcția de Ministru al Agriculturii și Dezvoltării Rurale                                                            | Adrian Chesnoiu a demisionat din funcția de Ministru al Agriculturii și Dezvoltării Rurale                                                            | Adrian Chesnoiu a demisionat din funcția de Ministru al Agriculturii și Dezvoltării Rurale                                                            | Adrian Chesnoiu a demisionat din funcția de Ministru al Agriculturii și Dezvoltării Rurale                                                            | Adrian Chesnoiu a demisionat din funcția de Ministru al Agriculturii și Dezvoltării Rurale                                                            | Adrian Chesnoiu a demisionat din funcția de Ministru al Agriculturii și Dezvoltării Rurale                                                            | Adrian Chesnoiu a demisionat din funcția de Ministru al Agriculturii și Dezvoltării Rurale                                                            | Adrian Chesnoiu a demisionat din funcția de Ministru al Agriculturii și Dezvoltării Rurale                                                            | Adrian Chesnoiu a demisionat din funcția de Ministru al Agriculturii și Dezvoltării Rurale                                                            | Adrian Chesnoiu a demisionat din funcția de Ministru al Agriculturii și Dezvoltării Rurale                                                            | Adrian Chesnoiu a demisionat din funcția de Ministru al Agriculturii și Dezvoltării Rurale                                                            | Adrian Chesnoiu a demisionat din funcția de Ministru al Agriculturii și Dezvoltării Rurale                                                            | Adrian Chesnoiu a demisionat din funcția de Ministru al Agriculturii și Dezvoltării Rurale                                                            | Adrian Chesnoiu a demisionat din funcția de Ministru al Agriculturii și Dezvoltării Rurale                                                            | Adrian Chesnoiu a demisionat din funcția de Ministru al Agriculturii și Dezvoltării Rurale                                                            | Adrian Chesnoiu a demisionat din funcția de Ministru al Agriculturii și Dezvoltării Rurale                                                            | Adrian Chesnoiu a demisionat din funcția de Ministru al Agriculturii și Dezvoltării Rurale                                                            |                                                                         |                                                                         |                                                                         |
| 20–27 iunie 2022          | Sociopol | N/A | 33 | 19 | 10 | 15 | 6 | 4 | 1 | 1 | 1 | 1 | 3 | N/A | 5 | 14 | 58 | 58 | 58 | 25 | 25 |                                                                         |                                                                         |                                                                         |
| 19–26 mai 2022            | CURS | 1.067 | 35 | 23 | 9 | 10 | 5 | N/A | 6 | N/A | 4 | 2 | N/A | N/A | 4 | 12 | 63 | 63 | 63 | 19 | 19 |                                                                         |                                                                         |                                                                         |
| 3 mai 2022                | Ioan-Marcel Boloș devine noul Ministru al Investițiilor și Proiectelor Europene                                                                       | Ioan-Marcel Boloș devine noul Ministru al Investițiilor și Proiectelor Europene                                                                       | Ioan-Marcel Boloș devine noul Ministru al Investițiilor și Proiectelor Europene                                                                       | Ioan-Marcel Boloș devine noul Ministru al Investițiilor și Proiectelor Europene                                                                       | Ioan-Marcel Boloș devine noul Ministru al Investițiilor și Proiectelor Europene                                                                       | Ioan-Marcel Boloș devine noul Ministru al Investițiilor și Proiectelor Europene                                                                       | Ioan-Marcel Boloș devine noul Ministru al Investițiilor și Proiectelor Europene                                                                       | Ioan-Marcel Boloș devine noul Ministru al Investițiilor și Proiectelor Europene                                                                       | Ioan-Marcel Boloș devine noul Ministru al Investițiilor și Proiectelor Europene                                                                       | Ioan-Marcel Boloș devine noul Ministru al Investițiilor și Proiectelor Europene                                                                       | Ioan-Marcel Boloș devine noul Ministru al Investițiilor și Proiectelor Europene                                                                       | Ioan-Marcel Boloș devine noul Ministru al Investițiilor și Proiectelor Europene                                                                       | Ioan-Marcel Boloș devine noul Ministru al Investițiilor și Proiectelor Europene                                                                       | Ioan-Marcel Boloș devine noul Ministru al Investițiilor și Proiectelor Europene                                                                       | Ioan-Marcel Boloș devine noul Ministru al Investițiilor și Proiectelor Europene                                                                       | Ioan-Marcel Boloș devine noul Ministru al Investițiilor și Proiectelor Europene                                                                       | Ioan-Marcel Boloș devine noul Ministru al Investițiilor și Proiectelor Europene                                                                       | Ioan-Marcel Boloș devine noul Ministru al Investițiilor și Proiectelor Europene                                                                       | Ioan-Marcel Boloș devine noul Ministru al Investițiilor și Proiectelor Europene                                                                       | Ioan-Marcel Boloș devine noul Ministru al Investițiilor și Proiectelor Europene                                                                       | Ioan-Marcel Boloș devine noul Ministru al Investițiilor și Proiectelor Europene                                                                       |                                                                         |                                                                         |                                                                         |
| 12–20 aprilie 2022        | Avangarde | 906 | 36 | 19 | 11 | 14 | 5 | N/A | N/A | N/A | N/A | N/A | N/A | N/A | 15 | 17 | 60 | 60 | 60 | 25 | 25 |                                                                         |                                                                         |                                                                         |
| 28 martie–11 aprilie 2022 | CURS | 2.750 | 35 | 23 | 11 | 12 | 5 | 3 | 5 | 1 | 2 | 1 | N/A | N/A | 2 | 12 | 63 | 63 | 63 | 23 | 23 |                                                                         |                                                                         |                                                                         |
| 10 aprilie 2022           | Premierul și generalul în rezervă Nicolae Ciucă este ales președinte al PNL                                                                           | Premierul și generalul în rezervă Nicolae Ciucă este ales președinte al PNL                                                                           | Premierul și generalul în rezervă Nicolae Ciucă este ales președinte al PNL                                                                           | Premierul și generalul în rezervă Nicolae Ciucă este ales președinte al PNL                                                                           | Premierul și generalul în rezervă Nicolae Ciucă este ales președinte al PNL                                                                           | Premierul și generalul în rezervă Nicolae Ciucă este ales președinte al PNL                                                                           | Premierul și generalul în rezervă Nicolae Ciucă este ales președinte al PNL                                                                           | Premierul și generalul în rezervă Nicolae Ciucă este ales președinte al PNL                                                                           | Premierul și generalul în rezervă Nicolae Ciucă este ales președinte al PNL                                                                           | Premierul și generalul în rezervă Nicolae Ciucă este ales președinte al PNL                                                                           | Premierul și generalul în rezervă Nicolae Ciucă este ales președinte al PNL                                                                           | Premierul și generalul în rezervă Nicolae Ciucă este ales președinte al PNL                                                                           | Premierul și generalul în rezervă Nicolae Ciucă este ales președinte al PNL                                                                           | Premierul și generalul în rezervă Nicolae Ciucă este ales președinte al PNL                                                                           | Premierul și generalul în rezervă Nicolae Ciucă este ales președinte al PNL                                                                           | Premierul și generalul în rezervă Nicolae Ciucă este ales președinte al PNL                                                                           | Premierul și generalul în rezervă Nicolae Ciucă este ales președinte al PNL                                                                           | Premierul și generalul în rezervă Nicolae Ciucă este ales președinte al PNL                                                                           | Premierul și generalul în rezervă Nicolae Ciucă este ales președinte al PNL                                                                           | Premierul și generalul în rezervă Nicolae Ciucă este ales președinte al PNL                                                                           | Premierul și generalul în rezervă Nicolae Ciucă este ales președinte al PNL                                                                           |                                                                         |                                                                         |                                                                         |
| 7 aprilie 2022            | Dan Vîlceanu a demisionat din funcția de Ministru al Investițiilor și Proiectelor Europene                                                            | Dan Vîlceanu a demisionat din funcția de Ministru al Investițiilor și Proiectelor Europene                                                            | Dan Vîlceanu a demisionat din funcția de Ministru al Investițiilor și Proiectelor Europene                                                            | Dan Vîlceanu a demisionat din funcția de Ministru al Investițiilor și Proiectelor Europene                                                            | Dan Vîlceanu a demisionat din funcția de Ministru al Investițiilor și Proiectelor Europene                                                            | Dan Vîlceanu a demisionat din funcția de Ministru al Investițiilor și Proiectelor Europene                                                            | Dan Vîlceanu a demisionat din funcția de Ministru al Investițiilor și Proiectelor Europene                                                            | Dan Vîlceanu a demisionat din funcția de Ministru al Investițiilor și Proiectelor Europene                                                            | Dan Vîlceanu a demisionat din funcția de Ministru al Investițiilor și Proiectelor Europene                                                            | Dan Vîlceanu a demisionat din funcția de Ministru al Investițiilor și Proiectelor Europene                                                            | Dan Vîlceanu a demisionat din funcția de Ministru al Investițiilor și Proiectelor Europene                                                            | Dan Vîlceanu a demisionat din funcția de Ministru al Investițiilor și Proiectelor Europene                                                            | Dan Vîlceanu a demisionat din funcția de Ministru al Investițiilor și Proiectelor Europene                                                            | Dan Vîlceanu a demisionat din funcția de Ministru al Investițiilor și Proiectelor Europene                                                            | Dan Vîlceanu a demisionat din funcția de Ministru al Investițiilor și Proiectelor Europene                                                            | Dan Vîlceanu a demisionat din funcția de Ministru al Investițiilor și Proiectelor Europene                                                            | Dan Vîlceanu a demisionat din funcția de Ministru al Investițiilor și Proiectelor Europene                                                            | Dan Vîlceanu a demisionat din funcția de Ministru al Investițiilor și Proiectelor Europene                                                            | Dan Vîlceanu a demisionat din funcția de Ministru al Investițiilor și Proiectelor Europene                                                            | Dan Vîlceanu a demisionat din funcția de Ministru al Investițiilor și Proiectelor Europene                                                            | Dan Vîlceanu a demisionat din funcția de Ministru al Investițiilor și Proiectelor Europene                                                            |                                                                         |                                                                         |                                                                         |
| 2 aprilie 2022            | Florin Cîțu a demisionat de la președinția PNL, Gheorghe Flutur a devenit președinte interimar al PNL                                                 | Florin Cîțu a demisionat de la președinția PNL, Gheorghe Flutur a devenit președinte interimar al PNL                                                 | Florin Cîțu a demisionat de la președinția PNL, Gheorghe Flutur a devenit președinte interimar al PNL                                                 | Florin Cîțu a demisionat de la președinția PNL, Gheorghe Flutur a devenit președinte interimar al PNL                                                 | Florin Cîțu a demisionat de la președinția PNL, Gheorghe Flutur a devenit președinte interimar al PNL                                                 | Florin Cîțu a demisionat de la președinția PNL, Gheorghe Flutur a devenit președinte interimar al PNL                                                 | Florin Cîțu a demisionat de la președinția PNL, Gheorghe Flutur a devenit președinte interimar al PNL                                                 | Florin Cîțu a demisionat de la președinția PNL, Gheorghe Flutur a devenit președinte interimar al PNL                                                 | Florin Cîțu a demisionat de la președinția PNL, Gheorghe Flutur a devenit președinte interimar al PNL                                                 | Florin Cîțu a demisionat de la președinția PNL, Gheorghe Flutur a devenit președinte interimar al PNL                                                 | Florin Cîțu a demisionat de la președinția PNL, Gheorghe Flutur a devenit președinte interimar al PNL                                                 | Florin Cîțu a demisionat de la președinția PNL, Gheorghe Flutur a devenit președinte interimar al PNL                                                 | Florin Cîțu a demisionat de la președinția PNL, Gheorghe Flutur a devenit președinte interimar al PNL                                                 | Florin Cîțu a demisionat de la președinția PNL, Gheorghe Flutur a devenit președinte interimar al PNL                                                 | Florin Cîțu a demisionat de la președinția PNL, Gheorghe Flutur a devenit președinte interimar al PNL                                                 | Florin Cîțu a demisionat de la președinția PNL, Gheorghe Flutur a devenit președinte interimar al PNL                                                 | Florin Cîțu a demisionat de la președinția PNL, Gheorghe Flutur a devenit președinte interimar al PNL                                                 | Florin Cîțu a demisionat de la președinția PNL, Gheorghe Flutur a devenit președinte interimar al PNL                                                 | Florin Cîțu a demisionat de la președinția PNL, Gheorghe Flutur a devenit președinte interimar al PNL                                                 | Florin Cîțu a demisionat de la președinția PNL, Gheorghe Flutur a devenit președinte interimar al PNL                                                 | Florin Cîțu a demisionat de la președinția PNL, Gheorghe Flutur a devenit președinte interimar al PNL                                                 |                                                                         |                                                                         |                                                                         |
| 22–29 martie 2022         | Avangarde | 900 | 35 | 16 | 12 | 15 | N/A | N/A | N/A | N/A | N/A | N/A | N/A | N/A | 22 | 19 | 51 | 51 | 51 | 27 | 27 |                                                                         |                                                                         |                                                                         |
| 27 martie 2022            | George Simion este ales președinte unic al AUR | George Simion este ales președinte unic al AUR | George Simion este ales președinte unic al AUR | George Simion este ales președinte unic al AUR | George Simion este ales președinte unic al AUR | George Simion este ales președinte unic al AUR | George Simion este ales președinte unic al AUR | George Simion este ales președinte unic al AUR | George Simion este ales președinte unic al AUR | George Simion este ales președinte unic al AUR | George Simion este ales președinte unic al AUR | George Simion este ales președinte unic al AUR | George Simion este ales președinte unic al AUR | George Simion este ales președinte unic al AUR | George Simion este ales președinte unic al AUR | George Simion este ales președinte unic al AUR | George Simion este ales președinte unic al AUR | George Simion este ales președinte unic al AUR | George Simion este ales președinte unic al AUR | George Simion este ales președinte unic al AUR | George Simion este ales președinte unic al AUR |                                                                         |                                                                         |                                                                         |
| 2–11 martie 2022          | CURS | 1.172 | 36 | 20 | 8 | 14 | 5 | 2 | 4 | N/A | 4 | 2 | N/A | N/A | 3 | 16 | 61 | 61 | 61 | 22 | 22 |                                                                         |                                                                         |                                                                         |
| 2–7 martie 2022           | INSCOP | 1.077 | 32 | 19.9 | 10.8 | 18.9 | N/A | N/A | N/A | N/A | N/A | N/A | N/A | N/A | 18.4 | 12.1 | 51.9 | 51.9 | 51.9 | 29.7 | 29.7 |                                                                         |                                                                         |                                                                         |
| 9–19 februarie 2022       | Sociopol | 1.001 | 35 | 16 | 13 | 22 | 6 | 2 | 1 | 1 | 0.7 | 2 | N/A | N/A | 1 | 13 | 57 | 57 | 57 | 35 | 35 |                                                                         |                                                                         |                                                                         |
| 7 februarie 2022          | Dacian Cioloș a demisionat de la președinția USR, Cătălin Drulă a devenit președinte interimar al USR                                                 | Dacian Cioloș a demisionat de la președinția USR, Cătălin Drulă a devenit președinte interimar al USR                                                 | Dacian Cioloș a demisionat de la președinția USR, Cătălin Drulă a devenit președinte interimar al USR                                                 | Dacian Cioloș a demisionat de la președinția USR, Cătălin Drulă a devenit președinte interimar al USR                                                 | Dacian Cioloș a demisionat de la președinția USR, Cătălin Drulă a devenit președinte interimar al USR                                                 | Dacian Cioloș a demisionat de la președinția USR, Cătălin Drulă a devenit președinte interimar al USR                                                 | Dacian Cioloș a demisionat de la președinția USR, Cătălin Drulă a devenit președinte interimar al USR                                                 | Dacian Cioloș a demisionat de la președinția USR, Cătălin Drulă a devenit președinte interimar al USR                                                 | Dacian Cioloș a demisionat de la președinția USR, Cătălin Drulă a devenit președinte interimar al USR                                                 | Dacian Cioloș a demisionat de la președinția USR, Cătălin Drulă a devenit președinte interimar al USR                                                 | Dacian Cioloș a demisionat de la președinția USR, Cătălin Drulă a devenit președinte interimar al USR                                                 | Dacian Cioloș a demisionat de la președinția USR, Cătălin Drulă a devenit președinte interimar al USR                                                 | Dacian Cioloș a demisionat de la președinția USR, Cătălin Drulă a devenit președinte interimar al USR                                                 | Dacian Cioloș a demisionat de la președinția USR, Cătălin Drulă a devenit președinte interimar al USR                                                 | Dacian Cioloș a demisionat de la președinția USR, Cătălin Drulă a devenit președinte interimar al USR                                                 | Dacian Cioloș a demisionat de la președinția USR, Cătălin Drulă a devenit președinte interimar al USR                                                 | Dacian Cioloș a demisionat de la președinția USR, Cătălin Drulă a devenit președinte interimar al USR                                                 | Dacian Cioloș a demisionat de la președinția USR, Cătălin Drulă a devenit președinte interimar al USR                                                 | Dacian Cioloș a demisionat de la președinția USR, Cătălin Drulă a devenit președinte interimar al USR                                                 | Dacian Cioloș a demisionat de la președinția USR, Cătălin Drulă a devenit președinte interimar al USR                                                 | Dacian Cioloș a demisionat de la președinția USR, Cătălin Drulă a devenit președinte interimar al USR                                                 |                                                                         |                                                                         |                                                                         |
| 20–31 ianuarie 2022       | Avangarde | 903 | 35 | 16 | 12 | 18 | 5 | 2 | 4 | 2 | 2 | 2 | N/A | N/A | 2 | 17 | 56 | 56 | 56 | 30 | 30 |                                                                         |                                                                         |                                                                         |
| 22–29 ianuarie 2022       | CURS | 1.003 | 35 | 17 | 10 | 16 | 5 | 4 | 2 | 4 | 2 | 3 | N/A | N/A | 2 | 18 | 57 | 57 | 57 | 26 | 26 |                                                                         |                                                                         |                                                                         |
| 11–18 ianuarie 2022       | INSCOP | 1.162 | 34.3 | 16.6 | 12.5 | 20.6 | 4.2 | 2.9 | 2.1 | 1.7 | 1.3 | 1 | N/A | N/A | 2.8 | 13.7 | 55.1 | 55.1 | 55.1 | 33.1 | 33.1 |                                                                         |                                                                         |                                                                         |
| 15–23 decembrie 2021      | Avangarde | 907 | 39 | 18 | 10 | 17 | 5 | 2 | 3 | N/A | 4 | 1 | N/A | N/A | 1 | 21 | 62 | 62 | 62 | 27 | 27 |                                                                         |                                                                         |                                                                         |
| 17–22 decembrie 2021      | Sociopol | 1.001 | 33 | 15 | 12 | 23 | 5 | 2 | 2 | 3 | 0 | 1 | N/A | N/A | 4 | 10 | 53 | 53 | 53 | 35 | 35 |                                                                         |                                                                         |                                                                         |
| 13–17 decembrie 2021      | CURS | 1.100 | 38 | 19 | 11 | 13 | 5 | N/A | 5 | N/A | 4 | N/A | N/A | N/A | 5 | 19 | 62 | 62 | 62 | 24 | 24 |                                                                         |                                                                         |                                                                         |
| 25 noiembrie 2021         | Guvernul Nicolae Ciucă este investit de parlament cu 318 voturi pentru                                                                                | Guvernul Nicolae Ciucă este investit de parlament cu 318 voturi pentru                                                                                | Guvernul Nicolae Ciucă este investit de parlament cu 318 voturi pentru                                                                                | Guvernul Nicolae Ciucă este investit de parlament cu 318 voturi pentru                                                                                | Guvernul Nicolae Ciucă este investit de parlament cu 318 voturi pentru                                                                                | Guvernul Nicolae Ciucă este investit de parlament cu 318 voturi pentru                                                                                | Guvernul Nicolae Ciucă este investit de parlament cu 318 voturi pentru                                                                                | Guvernul Nicolae Ciucă este investit de parlament cu 318 voturi pentru                                                                                | Guvernul Nicolae Ciucă este investit de parlament cu 318 voturi pentru                                                                                | Guvernul Nicolae Ciucă este investit de parlament cu 318 voturi pentru                                                                                | Guvernul Nicolae Ciucă este investit de parlament cu 318 voturi pentru                                                                                | Guvernul Nicolae Ciucă este investit de parlament cu 318 voturi pentru                                                                                | Guvernul Nicolae Ciucă este investit de parlament cu 318 voturi pentru                                                                                | Guvernul Nicolae Ciucă este investit de parlament cu 318 voturi pentru                                                                                | Guvernul Nicolae Ciucă este investit de parlament cu 318 voturi pentru                                                                                | Guvernul Nicolae Ciucă este investit de parlament cu 318 voturi pentru                                                                                | Guvernul Nicolae Ciucă este investit de parlament cu 318 voturi pentru                                                                                | Guvernul Nicolae Ciucă este investit de parlament cu 318 voturi pentru                                                                                | Guvernul Nicolae Ciucă este investit de parlament cu 318 voturi pentru                                                                                | Guvernul Nicolae Ciucă este investit de parlament cu 318 voturi pentru                                                                                | Guvernul Nicolae Ciucă este investit de parlament cu 318 voturi pentru                                                                                |                                                                         |                                                                         |                                                                         |

### 7 septembrie 2021–25 noiembrie 2021
| Dată                  | Sursa sondajului | Eșantion | | | | | | | | | | ApP | Alte partide | Avans | Guvern | Guvern | Opoziție | Opoziție | Opoziție |    |    |    |    |    |
| --------------------- | --- | --- | --- | --- | --- | --- | --- | --- | --- | --- | --- | --- | --- | --- | --- | --- | --- | --- | --- | -- | -- | -- | -- | -- |
| Dată                  | Sursa sondajului | Eșantion | 16–24 noiembrie 2021 | Avangarde | 906 | 40 | 17 | 17 | 11 | 15 | 5 | 2 | Alte partide | Avans | 1 | 4 | N/A | 3 | 23 | 22 | 22 | 66 | 66 | 66 |
| 23 noiembrie 2021     | Președintele PNL Florin Cîțu a fost ales să ocupe funcția de președinte al Senatului | Președintele PNL Florin Cîțu a fost ales să ocupe funcția de președinte al Senatului | Președintele PNL Florin Cîțu a fost ales să ocupe funcția de președinte al Senatului | Președintele PNL Florin Cîțu a fost ales să ocupe funcția de președinte al Senatului | Președintele PNL Florin Cîțu a fost ales să ocupe funcția de președinte al Senatului | Președintele PNL Florin Cîțu a fost ales să ocupe funcția de președinte al Senatului | Președintele PNL Florin Cîțu a fost ales să ocupe funcția de președinte al Senatului | Președintele PNL Florin Cîțu a fost ales să ocupe funcția de președinte al Senatului | Președintele PNL Florin Cîțu a fost ales să ocupe funcția de președinte al Senatului | Președintele PNL Florin Cîțu a fost ales să ocupe funcția de președinte al Senatului | Președintele PNL Florin Cîțu a fost ales să ocupe funcția de președinte al Senatului | Președintele PNL Florin Cîțu a fost ales să ocupe funcția de președinte al Senatului | Președintele PNL Florin Cîțu a fost ales să ocupe funcția de președinte al Senatului | Președintele PNL Florin Cîțu a fost ales să ocupe funcția de președinte al Senatului | Președintele PNL Florin Cîțu a fost ales să ocupe funcția de președinte al Senatului | Președintele PNL Florin Cîțu a fost ales să ocupe funcția de președinte al Senatului | Președintele PNL Florin Cîțu a fost ales să ocupe funcția de președinte al Senatului | Președintele PNL Florin Cîțu a fost ales să ocupe funcția de președinte al Senatului | Președintele PNL Florin Cîțu a fost ales să ocupe funcția de președinte al Senatului |    |    |    |    |    |
| 23 noiembrie 2021     | Președintele PSD Marcel Ciolacu a fost ales să ocupe funcția de președinte al Camerei Deputaților                                                                                          | | | | | | | | | | | | | | | | | | |    |    |    |    |    |
| 22 noiembrie 2021     | Nicolae Ciucă a fost propus prim-ministru de către Klaus Iohannis, președintele României                                                                                                   | Nicolae Ciucă a fost propus prim-ministru de către Klaus Iohannis, președintele României                                                                                                   | Nicolae Ciucă a fost propus prim-ministru de către Klaus Iohannis, președintele României                                                                                                   | Nicolae Ciucă a fost propus prim-ministru de către Klaus Iohannis, președintele României                                                                                                   | Nicolae Ciucă a fost propus prim-ministru de către Klaus Iohannis, președintele României                                                                                                   | Nicolae Ciucă a fost propus prim-ministru de către Klaus Iohannis, președintele României                                                                                                   | Nicolae Ciucă a fost propus prim-ministru de către Klaus Iohannis, președintele României                                                                                                   | Nicolae Ciucă a fost propus prim-ministru de către Klaus Iohannis, președintele României                                                                                                   | Nicolae Ciucă a fost propus prim-ministru de către Klaus Iohannis, președintele României                                                                                                   | Nicolae Ciucă a fost propus prim-ministru de către Klaus Iohannis, președintele României                                                                                                   | Nicolae Ciucă a fost propus prim-ministru de către Klaus Iohannis, președintele României                                                                                                   | Nicolae Ciucă a fost propus prim-ministru de către Klaus Iohannis, președintele României                                                                                                   | Nicolae Ciucă a fost propus prim-ministru de către Klaus Iohannis, președintele României                                                                                                   | Nicolae Ciucă a fost propus prim-ministru de către Klaus Iohannis, președintele României                                                                                                   | Nicolae Ciucă a fost propus prim-ministru de către Klaus Iohannis, președintele României                                                                                                   | Nicolae Ciucă a fost propus prim-ministru de către Klaus Iohannis, președintele României                                                                                                   | Nicolae Ciucă a fost propus prim-ministru de către Klaus Iohannis, președintele României                                                                                                   | Nicolae Ciucă a fost propus prim-ministru de către Klaus Iohannis, președintele României                                                                                                   | Nicolae Ciucă a fost propus prim-ministru de către Klaus Iohannis, președintele României                                                                                                   |    |    |    |    |    |
| 17–22 noiembrie 2021  | CURS | 1.100 | 38 | 18 | 18 | 11 | 14 | 5 | 4 | 3 | 3 | N/A | 4 | 20 | 23 | 23 | 63 | 63 | 63 |    |    |    |    |    |
| 1 noiembrie 2021      | Premierul desemnat Nicolae Ciucă își depune mandatul ca urmare a eșuării negocierii unei majorități în parlament                                                                           | Premierul desemnat Nicolae Ciucă își depune mandatul ca urmare a eșuării negocierii unei majorități în parlament                                                                           | Premierul desemnat Nicolae Ciucă își depune mandatul ca urmare a eșuării negocierii unei majorități în parlament                                                                           | Premierul desemnat Nicolae Ciucă își depune mandatul ca urmare a eșuării negocierii unei majorități în parlament                                                                           | Premierul desemnat Nicolae Ciucă își depune mandatul ca urmare a eșuării negocierii unei majorități în parlament                                                                           | Premierul desemnat Nicolae Ciucă își depune mandatul ca urmare a eșuării negocierii unei majorități în parlament                                                                           | Premierul desemnat Nicolae Ciucă își depune mandatul ca urmare a eșuării negocierii unei majorități în parlament                                                                           | Premierul desemnat Nicolae Ciucă își depune mandatul ca urmare a eșuării negocierii unei majorități în parlament                                                                           | Premierul desemnat Nicolae Ciucă își depune mandatul ca urmare a eșuării negocierii unei majorități în parlament                                                                           | Premierul desemnat Nicolae Ciucă își depune mandatul ca urmare a eșuării negocierii unei majorități în parlament                                                                           | Premierul desemnat Nicolae Ciucă își depune mandatul ca urmare a eșuării negocierii unei majorități în parlament                                                                           | Premierul desemnat Nicolae Ciucă își depune mandatul ca urmare a eșuării negocierii unei majorități în parlament                                                                           | Premierul desemnat Nicolae Ciucă își depune mandatul ca urmare a eșuării negocierii unei majorități în parlament                                                                           | Premierul desemnat Nicolae Ciucă își depune mandatul ca urmare a eșuării negocierii unei majorități în parlament                                                                           | Premierul desemnat Nicolae Ciucă își depune mandatul ca urmare a eșuării negocierii unei majorități în parlament                                                                           | Premierul desemnat Nicolae Ciucă își depune mandatul ca urmare a eșuării negocierii unei majorități în parlament                                                                           | Premierul desemnat Nicolae Ciucă își depune mandatul ca urmare a eșuării negocierii unei majorități în parlament                                                                           | Premierul desemnat Nicolae Ciucă își depune mandatul ca urmare a eșuării negocierii unei majorități în parlament                                                                           | Premierul desemnat Nicolae Ciucă își depune mandatul ca urmare a eșuării negocierii unei majorități în parlament                                                                           |    |    |    |    |    |
| 25–30 octombrie 2021  | CURS | 1.110 | 39 | 19 | 19 | 11 | 12 | 5 | 5 | 3 | 4 | N/A | 2 | 20 | 24 | 24 | 62 | 62 | 62 |    |    |    |    |    |
| 17–26 octombrie 2021  | Avangarde | 900 | 40 | 17 | 17 | 13 | 14 | 5 | 4 | 2 | 4 | N/A | 1 | 23 | 22 | 22 | 67 | 67 | 67 |    |    |    |    |    |
| 21 octombrie 2021     | Nicolae Ciucă a fost propus prim-ministru de către Klaus Iohannis, președintele României                                                                                                   | Nicolae Ciucă a fost propus prim-ministru de către Klaus Iohannis, președintele României                                                                                                   | Nicolae Ciucă a fost propus prim-ministru de către Klaus Iohannis, președintele României                                                                                                   | Nicolae Ciucă a fost propus prim-ministru de către Klaus Iohannis, președintele României                                                                                                   | Nicolae Ciucă a fost propus prim-ministru de către Klaus Iohannis, președintele României                                                                                                   | Nicolae Ciucă a fost propus prim-ministru de către Klaus Iohannis, președintele României                                                                                                   | Nicolae Ciucă a fost propus prim-ministru de către Klaus Iohannis, președintele României                                                                                                   | Nicolae Ciucă a fost propus prim-ministru de către Klaus Iohannis, președintele României                                                                                                   | Nicolae Ciucă a fost propus prim-ministru de către Klaus Iohannis, președintele României                                                                                                   | Nicolae Ciucă a fost propus prim-ministru de către Klaus Iohannis, președintele României                                                                                                   | Nicolae Ciucă a fost propus prim-ministru de către Klaus Iohannis, președintele României                                                                                                   | Nicolae Ciucă a fost propus prim-ministru de către Klaus Iohannis, președintele României                                                                                                   | Nicolae Ciucă a fost propus prim-ministru de către Klaus Iohannis, președintele României                                                                                                   | Nicolae Ciucă a fost propus prim-ministru de către Klaus Iohannis, președintele României                                                                                                   | Nicolae Ciucă a fost propus prim-ministru de către Klaus Iohannis, președintele României                                                                                                   | Nicolae Ciucă a fost propus prim-ministru de către Klaus Iohannis, președintele României                                                                                                   | Nicolae Ciucă a fost propus prim-ministru de către Klaus Iohannis, președintele României                                                                                                   | Nicolae Ciucă a fost propus prim-ministru de către Klaus Iohannis, președintele României                                                                                                   | Nicolae Ciucă a fost propus prim-ministru de către Klaus Iohannis, președintele României                                                                                                   |    |    |    |    |    |
| 20 octombrie 2021     | Cabinetul Cioloș este respins în Parlament cu 88 de voturi pentru și 184 de voturi împotrivă                                                                                               | Cabinetul Cioloș este respins în Parlament cu 88 de voturi pentru și 184 de voturi împotrivă                                                                                               | Cabinetul Cioloș este respins în Parlament cu 88 de voturi pentru și 184 de voturi împotrivă                                                                                               | Cabinetul Cioloș este respins în Parlament cu 88 de voturi pentru și 184 de voturi împotrivă                                                                                               | Cabinetul Cioloș este respins în Parlament cu 88 de voturi pentru și 184 de voturi împotrivă                                                                                               | Cabinetul Cioloș este respins în Parlament cu 88 de voturi pentru și 184 de voturi împotrivă                                                                                               | Cabinetul Cioloș este respins în Parlament cu 88 de voturi pentru și 184 de voturi împotrivă                                                                                               | Cabinetul Cioloș este respins în Parlament cu 88 de voturi pentru și 184 de voturi împotrivă                                                                                               | Cabinetul Cioloș este respins în Parlament cu 88 de voturi pentru și 184 de voturi împotrivă                                                                                               | Cabinetul Cioloș este respins în Parlament cu 88 de voturi pentru și 184 de voturi împotrivă                                                                                               | Cabinetul Cioloș este respins în Parlament cu 88 de voturi pentru și 184 de voturi împotrivă                                                                                               | Cabinetul Cioloș este respins în Parlament cu 88 de voturi pentru și 184 de voturi împotrivă                                                                                               | Cabinetul Cioloș este respins în Parlament cu 88 de voturi pentru și 184 de voturi împotrivă                                                                                               | Cabinetul Cioloș este respins în Parlament cu 88 de voturi pentru și 184 de voturi împotrivă                                                                                               | Cabinetul Cioloș este respins în Parlament cu 88 de voturi pentru și 184 de voturi împotrivă                                                                                               | Cabinetul Cioloș este respins în Parlament cu 88 de voturi pentru și 184 de voturi împotrivă                                                                                               | Cabinetul Cioloș este respins în Parlament cu 88 de voturi pentru și 184 de voturi împotrivă                                                                                               | Cabinetul Cioloș este respins în Parlament cu 88 de voturi pentru și 184 de voturi împotrivă                                                                                               | Cabinetul Cioloș este respins în Parlament cu 88 de voturi pentru și 184 de voturi împotrivă                                                                                               |    |    |    |    |    |
| 11–15 octombrie 2021  | Sociopol | 1.002 | 32 | 20 | 20 | 13 | 21 | 6 | N/A | N/A | N/A | N/A | 8 | 11 | 26 | 26 | 66 | 66 | 66 |    |    |    |    |    |
| 11 octombrie 2021     | Dacian Cioloș a fost propus prim-ministru de către Klaus Iohannis, președintele României                                                                                                   | Dacian Cioloș a fost propus prim-ministru de către Klaus Iohannis, președintele României                                                                                                   | Dacian Cioloș a fost propus prim-ministru de către Klaus Iohannis, președintele României                                                                                                   | Dacian Cioloș a fost propus prim-ministru de către Klaus Iohannis, președintele României                                                                                                   | Dacian Cioloș a fost propus prim-ministru de către Klaus Iohannis, președintele României                                                                                                   | Dacian Cioloș a fost propus prim-ministru de către Klaus Iohannis, președintele României                                                                                                   | Dacian Cioloș a fost propus prim-ministru de către Klaus Iohannis, președintele României                                                                                                   | Dacian Cioloș a fost propus prim-ministru de către Klaus Iohannis, președintele României                                                                                                   | Dacian Cioloș a fost propus prim-ministru de către Klaus Iohannis, președintele României                                                                                                   | Dacian Cioloș a fost propus prim-ministru de către Klaus Iohannis, președintele României                                                                                                   | Dacian Cioloș a fost propus prim-ministru de către Klaus Iohannis, președintele României                                                                                                   | Dacian Cioloș a fost propus prim-ministru de către Klaus Iohannis, președintele României                                                                                                   | Dacian Cioloș a fost propus prim-ministru de către Klaus Iohannis, președintele României                                                                                                   | Dacian Cioloș a fost propus prim-ministru de către Klaus Iohannis, președintele României                                                                                                   | Dacian Cioloș a fost propus prim-ministru de către Klaus Iohannis, președintele României                                                                                                   | Dacian Cioloș a fost propus prim-ministru de către Klaus Iohannis, președintele României                                                                                                   | Dacian Cioloș a fost propus prim-ministru de către Klaus Iohannis, președintele României                                                                                                   | Dacian Cioloș a fost propus prim-ministru de către Klaus Iohannis, președintele României                                                                                                   | Dacian Cioloș a fost propus prim-ministru de către Klaus Iohannis, președintele României                                                                                                   |    |    |    |    |    |
| 5 octombrie 2021      | Guvernul Florin Cîțu este demis prin moțiune de cenzură | Guvernul Florin Cîțu este demis prin moțiune de cenzură | Guvernul Florin Cîțu este demis prin moțiune de cenzură | Guvernul Florin Cîțu este demis prin moțiune de cenzură | Guvernul Florin Cîțu este demis prin moțiune de cenzură | Guvernul Florin Cîțu este demis prin moțiune de cenzură | Guvernul Florin Cîțu este demis prin moțiune de cenzură | Guvernul Florin Cîțu este demis prin moțiune de cenzură | Guvernul Florin Cîțu este demis prin moțiune de cenzură | Guvernul Florin Cîțu este demis prin moțiune de cenzură | Guvernul Florin Cîțu este demis prin moțiune de cenzură | Guvernul Florin Cîțu este demis prin moțiune de cenzură | Guvernul Florin Cîțu este demis prin moțiune de cenzură | Guvernul Florin Cîțu este demis prin moțiune de cenzură | Guvernul Florin Cîțu este demis prin moțiune de cenzură | Guvernul Florin Cîțu este demis prin moțiune de cenzură | Guvernul Florin Cîțu este demis prin moțiune de cenzură | Guvernul Florin Cîțu este demis prin moțiune de cenzură | Guvernul Florin Cîțu este demis prin moțiune de cenzură |    |    |    |    |    |
| 1 octombrie 2021      | Dacian Cioloș devine noul președinte al USR PLUS | Dacian Cioloș devine noul președinte al USR PLUS | Dacian Cioloș devine noul președinte al USR PLUS | Dacian Cioloș devine noul președinte al USR PLUS | Dacian Cioloș devine noul președinte al USR PLUS | Dacian Cioloș devine noul președinte al USR PLUS | Dacian Cioloș devine noul președinte al USR PLUS | Dacian Cioloș devine noul președinte al USR PLUS | Dacian Cioloș devine noul președinte al USR PLUS | Dacian Cioloș devine noul președinte al USR PLUS | Dacian Cioloș devine noul președinte al USR PLUS | Dacian Cioloș devine noul președinte al USR PLUS | Dacian Cioloș devine noul președinte al USR PLUS | Dacian Cioloș devine noul președinte al USR PLUS | Dacian Cioloș devine noul președinte al USR PLUS | Dacian Cioloș devine noul președinte al USR PLUS | Dacian Cioloș devine noul președinte al USR PLUS | Dacian Cioloș devine noul președinte al USR PLUS | Dacian Cioloș devine noul președinte al USR PLUS |    |    |    |    |    |
| 28 septembrie 2021    | INSOMAR | 1.030 | 31.55 | 25.92 | 25.92 | 14.95 | 16.99 | 4.56 | 2.52 | 2.33 | N/A | 1.17 | 0.01 | 5.63 | 30.48 | 30.48 | 63.49 | 63.49 | 63.49 |    |    |    |    |    |
| 28 septembrie 2021    | PSD depune moțiunea de cenzură împotriva prim-ministrului Florin Cîțu Moțiunea de cenzură depusă de USR PLUS și AUR a fost declarată de CCR ca fiind un conflict între Parlament și Guvern | PSD depune moțiunea de cenzură împotriva prim-ministrului Florin Cîțu Moțiunea de cenzură depusă de USR PLUS și AUR a fost declarată de CCR ca fiind un conflict între Parlament și Guvern | PSD depune moțiunea de cenzură împotriva prim-ministrului Florin Cîțu Moțiunea de cenzură depusă de USR PLUS și AUR a fost declarată de CCR ca fiind un conflict între Parlament și Guvern | PSD depune moțiunea de cenzură împotriva prim-ministrului Florin Cîțu Moțiunea de cenzură depusă de USR PLUS și AUR a fost declarată de CCR ca fiind un conflict între Parlament și Guvern | PSD depune moțiunea de cenzură împotriva prim-ministrului Florin Cîțu Moțiunea de cenzură depusă de USR PLUS și AUR a fost declarată de CCR ca fiind un conflict între Parlament și Guvern | PSD depune moțiunea de cenzură împotriva prim-ministrului Florin Cîțu Moțiunea de cenzură depusă de USR PLUS și AUR a fost declarată de CCR ca fiind un conflict între Parlament și Guvern | PSD depune moțiunea de cenzură împotriva prim-ministrului Florin Cîțu Moțiunea de cenzură depusă de USR PLUS și AUR a fost declarată de CCR ca fiind un conflict între Parlament și Guvern | PSD depune moțiunea de cenzură împotriva prim-ministrului Florin Cîțu Moțiunea de cenzură depusă de USR PLUS și AUR a fost declarată de CCR ca fiind un conflict între Parlament și Guvern | PSD depune moțiunea de cenzură împotriva prim-ministrului Florin Cîțu Moțiunea de cenzură depusă de USR PLUS și AUR a fost declarată de CCR ca fiind un conflict între Parlament și Guvern | PSD depune moțiunea de cenzură împotriva prim-ministrului Florin Cîțu Moțiunea de cenzură depusă de USR PLUS și AUR a fost declarată de CCR ca fiind un conflict între Parlament și Guvern | PSD depune moțiunea de cenzură împotriva prim-ministrului Florin Cîțu Moțiunea de cenzură depusă de USR PLUS și AUR a fost declarată de CCR ca fiind un conflict între Parlament și Guvern | PSD depune moțiunea de cenzură împotriva prim-ministrului Florin Cîțu Moțiunea de cenzură depusă de USR PLUS și AUR a fost declarată de CCR ca fiind un conflict între Parlament și Guvern | PSD depune moțiunea de cenzură împotriva prim-ministrului Florin Cîțu Moțiunea de cenzură depusă de USR PLUS și AUR a fost declarată de CCR ca fiind un conflict între Parlament și Guvern | PSD depune moțiunea de cenzură împotriva prim-ministrului Florin Cîțu Moțiunea de cenzură depusă de USR PLUS și AUR a fost declarată de CCR ca fiind un conflict între Parlament și Guvern | PSD depune moțiunea de cenzură împotriva prim-ministrului Florin Cîțu Moțiunea de cenzură depusă de USR PLUS și AUR a fost declarată de CCR ca fiind un conflict între Parlament și Guvern | PSD depune moțiunea de cenzură împotriva prim-ministrului Florin Cîțu Moțiunea de cenzură depusă de USR PLUS și AUR a fost declarată de CCR ca fiind un conflict între Parlament și Guvern | PSD depune moțiunea de cenzură împotriva prim-ministrului Florin Cîțu Moțiunea de cenzură depusă de USR PLUS și AUR a fost declarată de CCR ca fiind un conflict între Parlament și Guvern | PSD depune moțiunea de cenzură împotriva prim-ministrului Florin Cîțu Moțiunea de cenzură depusă de USR PLUS și AUR a fost declarată de CCR ca fiind un conflict între Parlament și Guvern | PSD depune moțiunea de cenzură împotriva prim-ministrului Florin Cîțu Moțiunea de cenzură depusă de USR PLUS și AUR a fost declarată de CCR ca fiind un conflict între Parlament și Guvern |    |    |    |    |    |
| 15–27 septembrie 2021 | INSCOP | 1.204 | 35.4 | 21.9 | 21.9 | 9.8 | 17.1 | N/A | 2.9 | 4.4 | N/A | N/A | 8.5 | 13.5 | 21.9 | 21.9 | 62.3 | 62.3 | 62.3 |    |    |    |    |    |
| 14–21 septembrie 2021 | Avangarde | 900 | 37 | 20 | 20 | 13 | 14 | 5 | 4 | 1 | 4 | N/A | 2 | 17 | 25 | 25 | 64 | 64 | 64 |    |    |    |    |    |
| 8–10 septembrie 2021  | CURS | 861 | 36 | 19 | 19 | 11 | 14 | 5 | 5 | 3 | 4 | N/A | 3 | 16 | 24 | 24 | 61 | 61 | 61 |    |    |    |    |    |

### 21 decembrie 2020–7 septembrie 2021
| Dată                 | Sursa sondajului                                                                                              | Eșantion | | | | | | | | | | Alte partide                                                                                                  | Avans | Guvern | Guvern | Guvern | Guvern | Opoziție | Opoziție |    |    |    |    |    |
| -------------------- | --- | --- | --- | --- | --- | --- | --- | --- | --- | --- | --- | --- | --- | --- | --- | --- | --- | --- | --- | -- | -- | -- | -- | -- |
| Dată                 | Sursa sondajului                                                                                              | Eșantion | 3–5 sep. 2021                                                                                                 | CURS | 853 | 35 | 20 | 11 | 11 | 12 | 5 | Alte partide                                                                                                  | Avans | 5 | 3 | 4 | 5 | 15 | 36 | 36 | 36 | 36 | 47 | 47 |
| 3 sep. 2021          | USR PLUS și AUR au depus moțiunea de cenzură împotriva prim-ministrul Florin Cîțu                             | USR PLUS și AUR au depus moțiunea de cenzură împotriva prim-ministrul Florin Cîțu                             | USR PLUS și AUR au depus moțiunea de cenzură împotriva prim-ministrul Florin Cîțu                             | USR PLUS și AUR au depus moțiunea de cenzură împotriva prim-ministrul Florin Cîțu                             | USR PLUS și AUR au depus moțiunea de cenzură împotriva prim-ministrul Florin Cîțu                             | USR PLUS și AUR au depus moțiunea de cenzură împotriva prim-ministrul Florin Cîțu                             | USR PLUS și AUR au depus moțiunea de cenzură împotriva prim-ministrul Florin Cîțu                             | USR PLUS și AUR au depus moțiunea de cenzură împotriva prim-ministrul Florin Cîțu                             | USR PLUS și AUR au depus moțiunea de cenzură împotriva prim-ministrul Florin Cîțu                             | USR PLUS și AUR au depus moțiunea de cenzură împotriva prim-ministrul Florin Cîțu                             | USR PLUS și AUR au depus moțiunea de cenzură împotriva prim-ministrul Florin Cîțu                             | USR PLUS și AUR au depus moțiunea de cenzură împotriva prim-ministrul Florin Cîțu                             | USR PLUS și AUR au depus moțiunea de cenzură împotriva prim-ministrul Florin Cîțu                             | USR PLUS și AUR au depus moțiunea de cenzură împotriva prim-ministrul Florin Cîțu                             | USR PLUS și AUR au depus moțiunea de cenzură împotriva prim-ministrul Florin Cîțu                             | USR PLUS și AUR au depus moțiunea de cenzură împotriva prim-ministrul Florin Cîțu                             | USR PLUS și AUR au depus moțiunea de cenzură împotriva prim-ministrul Florin Cîțu                             | USR PLUS și AUR au depus moțiunea de cenzură împotriva prim-ministrul Florin Cîțu                             | USR PLUS și AUR au depus moțiunea de cenzură împotriva prim-ministrul Florin Cîțu                             |    |    |    |    |    |
| 1 sep. 2021          | Ministrul justiției Stelian Ion a fost demis de prim-ministrul Florin Cîțu și se declanșează o criză politică | Ministrul justiției Stelian Ion a fost demis de prim-ministrul Florin Cîțu și se declanșează o criză politică | Ministrul justiției Stelian Ion a fost demis de prim-ministrul Florin Cîțu și se declanșează o criză politică | Ministrul justiției Stelian Ion a fost demis de prim-ministrul Florin Cîțu și se declanșează o criză politică | Ministrul justiției Stelian Ion a fost demis de prim-ministrul Florin Cîțu și se declanșează o criză politică | Ministrul justiției Stelian Ion a fost demis de prim-ministrul Florin Cîțu și se declanșează o criză politică | Ministrul justiției Stelian Ion a fost demis de prim-ministrul Florin Cîțu și se declanșează o criză politică | Ministrul justiției Stelian Ion a fost demis de prim-ministrul Florin Cîțu și se declanșează o criză politică | Ministrul justiției Stelian Ion a fost demis de prim-ministrul Florin Cîțu și se declanșează o criză politică | Ministrul justiției Stelian Ion a fost demis de prim-ministrul Florin Cîțu și se declanșează o criză politică | Ministrul justiției Stelian Ion a fost demis de prim-ministrul Florin Cîțu și se declanșează o criză politică | Ministrul justiției Stelian Ion a fost demis de prim-ministrul Florin Cîțu și se declanșează o criză politică | Ministrul justiției Stelian Ion a fost demis de prim-ministrul Florin Cîțu și se declanșează o criză politică | Ministrul justiției Stelian Ion a fost demis de prim-ministrul Florin Cîțu și se declanșează o criză politică | Ministrul justiției Stelian Ion a fost demis de prim-ministrul Florin Cîțu și se declanșează o criză politică | Ministrul justiției Stelian Ion a fost demis de prim-ministrul Florin Cîțu și se declanșează o criză politică | Ministrul justiției Stelian Ion a fost demis de prim-ministrul Florin Cîțu și se declanșează o criză politică | Ministrul justiției Stelian Ion a fost demis de prim-ministrul Florin Cîțu și se declanșează o criză politică | Ministrul justiției Stelian Ion a fost demis de prim-ministrul Florin Cîțu și se declanșează o criză politică |    |    |    |    |    |
| 20–24 aug. 2021      | Avangarde | 900 | 35 | 21 | 14 | 14 | 15 | 5 | 5 | 2 | 1 | 2 | 14 | 40 | 40 | 40 | 40 | 50 | 50 |    |    |    |    |    |
| 12–20 aug. 2021      | CURS | 1.100 | 34 | 20 | 12 | 12 | 11 | 5 | 5 | 3 | 4 | 6 | 14 | 37 | 37 | 37 | 37 | 45 | 45 |    |    |    |    |    |
| 16–19 aug. 2021      | IRES | 1.006 | 35 | 27 | 14 | 14 | 14 | 5 | 2 | 2 | N/A | 1 | 8 | 46 | 46 | 46 | 46 | 49 | 49 |    |    |    |    |    |
| 16 august 2021       | Politico.eu                                                                                                   | N/A | 34 | 18 | 12 | 12 | 14 | 5 | 3 | 3 | 3 | 6 | 16 | 35 | 35 | 35 | 35 | 48 | 48 |    |    |    |    |    |
| 26 iulie 2021        | INSOMAR | 1.030 | 38.06 | 15.05 | 11.07 | 11.07 | 14.95 | 5.05 | N/A | N/A | N/A | 15.83 | 23 | 31.17 | 31.17 | 31.17 | 31.17 | 53.01 | 53.01 |    |    |    |    |    |
| 8 iulie 2021         | Ministrul finanțelor Alexandru Nazare a fost demis de prim-ministrul Florin Cîțu                              | Ministrul finanțelor Alexandru Nazare a fost demis de prim-ministrul Florin Cîțu                              | Ministrul finanțelor Alexandru Nazare a fost demis de prim-ministrul Florin Cîțu                              | Ministrul finanțelor Alexandru Nazare a fost demis de prim-ministrul Florin Cîțu                              | Ministrul finanțelor Alexandru Nazare a fost demis de prim-ministrul Florin Cîțu                              | Ministrul finanțelor Alexandru Nazare a fost demis de prim-ministrul Florin Cîțu                              | Ministrul finanțelor Alexandru Nazare a fost demis de prim-ministrul Florin Cîțu                              | Ministrul finanțelor Alexandru Nazare a fost demis de prim-ministrul Florin Cîțu                              | Ministrul finanțelor Alexandru Nazare a fost demis de prim-ministrul Florin Cîțu                              | Ministrul finanțelor Alexandru Nazare a fost demis de prim-ministrul Florin Cîțu                              | Ministrul finanțelor Alexandru Nazare a fost demis de prim-ministrul Florin Cîțu                              | Ministrul finanțelor Alexandru Nazare a fost demis de prim-ministrul Florin Cîțu                              | Ministrul finanțelor Alexandru Nazare a fost demis de prim-ministrul Florin Cîțu                              | | | | | | |    |    |    |    |    |
| 1–7 iulie 2021       | Sociopol | N/A | 31 | 27 | 15 | 15 | 10 | 7 | 2 | 3 | N/A | 5 | 4 | 49 | 49 | 49 | 49 | 41 | 41 |    |    |    |    |    |
| 24 iunie 2021        | INSOMAR | 1.030 | 22.91 | 24.95 | 14.95 | 14.95 | 17.96 | 5.05 | N/A | 2.04 | N/A | 12.14 | 2.04 | 44.95 | 44.95 | 44.95 | 44.95 | 40.87 | 40.87 |    |    |    |    |    |
| 11–18 iun. 2021      | CURS | 1.067 | 34 | 22 | 14 | 14 | 12 | 4 | 5 | 2 | 3 | 4 | 12 | 40 | 40 | 40 | 40 | 46 | 46 |    |    |    |    |    |
| 1–15 iun. 2021       | INSCOP | N/A | 30.2 | 26.6 | 13.2 | 13.2 | 14.2 | N/A | 2 | 4.3 | N/A | 8.7 | 3.6 | 39.8 | 39.8 | 39.8 | 39.8 | 44.4 | 44.4 |    |    |    |    |    |
| 22–30 mai 2021       | Sociopol | 1.001 | 36 | 22 | 15 | 15 | 11 | 6 | 2 | 5 | 1 | 1 | 14 | 43 | 43 | 43 | 43 | 47 | 47 |    |    |    |    |    |
| 10–24 mai 2021       | Avangarde | N/A | 36 | 23 | 14 | 14 | 15 | 5 | 2 | 2 | 1 | 2 | 13 | 42 | 42 | 42 | 42 | 51 | 51 |    |    |    |    |    |
| 8–16 mai 2021        | IRES | N/A | 36 | 28 | 11 | 11 | 14 | 3 | N/A | 3 | N/A | 8 | 8 | 42 | 42 | 42 | 42 | 50 | 50 |    |    |    |    |    |
| 2–9 mai 2021         | INSOMAR | 1.030 | 22.14 | 23.5 | 13.59 | 13.59 | 15.53 | 8.64 | 4.66 | 4.17 | N/A | 7.77 | 1.36 | 45.73 | 45.73 | 45.73 | 45.73 | 37.67 | 37.67 |    |    |    |    |    |
| 14–17 apr. 2021      | CURS | N/A | 33 | 21 | 16 | 16 | 12 | 4 | 5 | 3 | 4 | 2 | 12 | 41 | 41 | 41 | 41 | 45 | 45 |    |    |    |    |    |
| 14 aprilie 2021      | Ministrul sănătății Vlad Voiculescu a fost demis de prim-ministrul Florin Cîțu                                | Ministrul sănătății Vlad Voiculescu a fost demis de prim-ministrul Florin Cîțu                                | Ministrul sănătății Vlad Voiculescu a fost demis de prim-ministrul Florin Cîțu                                | Ministrul sănătății Vlad Voiculescu a fost demis de prim-ministrul Florin Cîțu                                | Ministrul sănătății Vlad Voiculescu a fost demis de prim-ministrul Florin Cîțu                                | Ministrul sănătății Vlad Voiculescu a fost demis de prim-ministrul Florin Cîțu                                | Ministrul sănătății Vlad Voiculescu a fost demis de prim-ministrul Florin Cîțu                                | Ministrul sănătății Vlad Voiculescu a fost demis de prim-ministrul Florin Cîțu                                | Ministrul sănătății Vlad Voiculescu a fost demis de prim-ministrul Florin Cîțu                                | Ministrul sănătății Vlad Voiculescu a fost demis de prim-ministrul Florin Cîțu                                | Ministrul sănătății Vlad Voiculescu a fost demis de prim-ministrul Florin Cîțu                                | Ministrul sănătății Vlad Voiculescu a fost demis de prim-ministrul Florin Cîțu                                | Ministrul sănătății Vlad Voiculescu a fost demis de prim-ministrul Florin Cîțu                                | | | | | | |    |    |    |    |    |
| 30 mar.–11 apr. 2021 | BCS | 1.420 | 28.9 | 22.3 | 22.5 | 22.5 | 10 | 4 | 4.2 | 2.9 | N/A | 5.1 | 6.4 | 48.8 | 48.8 | 48.8 | 48.8 | 38.9 | 38.9 |    |    |    |    |    |
| 12–28 mar. 2021      | Sociopol | N/A | 35 | 26 | 17 | 17 | 12 | 4 | 3 | 2 | N/A | 1 | 9 | 45 | 45 | 45 | 45 | 47 | 47 |    |    |    |    |    |
| 22–26 feb. 2021      | CURS | 1.100 | 34 | 25 | 16 | 16 | 9 | 4 | 3 | 2 | 3 | 3 | 10 | 45 | 45 | 45 | 45 | 43 | 43 |    |    |    |    |    |
| 9–11 feb. 2021       | INSOMAR | 1.030 | 28 | 27 | 14 | 14 | 16 | 6 | 4 | 1 | N/A | 4 | 1 | 47 | 47 | 47 | 47 | 44 | 44 |    |    |    |    |    |
| 11–15 ian. 2021      | CURS | 1.100 | 34 | 26 | 16 | 16 | 12 | 5 | 3 | 2 | N/A | 2 | 8 | 47 | 47 | 47 | 47 | 46 | 46 |    |    |    |    |    |
| 10–20 dec. 2020      | Avangarde | 900 | 35 | 26 | 15 | 15 | 14 | 5 | 2 | 1 | N/A | 2 | 9 | 46 | 46 | 46 | 46 | 49 | 49 |    |    |    |    |    |
| 17–21 dec. 2020      | CURS | 1.100 | 35 | 26 | 14 | 14 | 15 | 4 | 2 | 2 | N/A | 2 | 9 | 44 | 44 | 44 | 44 | 50 | 50 |    |    |    |    |    |
|                      | | | | | | | | | | | | | | | | | | | |    |    |    |    |    |
| 6 decembrie 2020     | Rezultate finale (Camera Deputaților)                                                                         | 5.901.959 | 28,90% | 25,18% | 15,37% | 15,37% | 9,08% | 5,74% | 4,82% | 4,09% | 1,17% | 6,82% | 3,72% | 46,29% | 46,29% | 46,29% | 46,29% | 37,98% | 37,98% |    |    |    |    |    |
| 6 decembrie 2020     | Rezultate finale (Senat)                                                                                      | 5.908.364 | 29,32% | 25,58% | 15,86% | 15,86% | 9,17% | 5,89% | 4,93% | 4,13% | 1,09% | 5,12% | 3,74% | 47,33% | 47,33% | 47,33% | 47,33% | 38,49% | 38,49% |    |    |    |    |    |

## Proiecția mandatelor în parlament (2021)
| Dată             | Sursa sondajului             |                      |          |     |    |    |    |    |    | ApP | Minorități | Avans |   |   |    |    |
| ---------------- | ---------------------------- | -------------------- | -------- | --- | -- | -- | -- | -- | -- | --- | ---------- | ----- | - | - | -- | -- |
| Dată             | Sursa sondajului             | 17–22 decembrie 2021 | Sociopol | 117 | 53 | 0  | 42 | 82 | 18 | 0   | Minorități | Avans | 0 | 0 | 18 | 35 |
| 17–26 oct. 2021  | Avangarde                    | 140                  | 59       | 59  | 46 | 49 | 18 | 0  | 0  | 0   | 18         | 81    |   |   |    |    |
| 12–21 oct. 2021  | ISPAP                        | 122                  | 32       | 25  | 54 | 61 | 18 | 0  | 0  | 0   | 18         | 61    |   |   |    |    |
| 12–17 oct. 2021  | INSCOP                       | 125                  | 68       | 68  | 56 | 52 | 11 | 0  | 0  | 0   | 18         | 57    |   |   |    |    |
| 12–17 oct. 2021  | APP[nefuncțională]           | 109                  | 0        | 42  | 63 | 62 | 14 | 21 | 0  | 0   | 18         | 46    |   |   |    |    |
| 26–29 sep. 2021  | Gazeta Civică[nefuncțională] | 95                   | 57       | 57  | 61 | 59 | 17 | 18 | 0  | 0   | 18         | 34    |   |   |    |    |
| 28 sep. 2021     | INSOMAR                      | 104                  | 85       | 85  | 49 | 56 | 15 | 0  | 0  | 0   | 18         | 19    |   |   |    |    |
| 9–19 iul. 2021   | Avangarde                    | 118                  | 80       | 80  | 45 | 52 | 17 | 0  | 0  | 0   | 18         | 38    |   |   |    |    |
| 11–15 ian. 2021  | CURS                         | 113                  | 88       | 88  | 53 | 40 | 18 | 0  | 0  | 0   | 18         | 25    |   |   |    |    |
|                  |                              |                      |          |     |    |    |    |    |    |     |            |       |   |   |    |    |
| 6 decembrie 2020 | Alegeri la CD din 2020       | 110                  | 93       | 93  | 55 | 33 | 21 | 0  | 0  | N/A | 18         | 17    |   |   |    |    |

## Rata de aprobare a fostului prim-ministru Florin Cîțu (2021)
| Sursă     | Dată                  | Eșantion | Florin Cîțu Partidul Național Liberal (PNL) | Florin Cîțu Partidul Național Liberal (PNL) | Florin Cîțu Partidul Național Liberal (PNL) | Florin Cîțu Partidul Național Liberal (PNL) |     |     |      |      |
| Sursă     | Dată                  | Eșantion | Da                                          |                                             |                                             | Net (+/-)                                   |     |     |      |      |
| --------- | --------------------- | -------- | ------------------------------------------- | ------------------------------------------- | ------------------------------------------- | ------------------------------------------- | --- | --- | ---- | ---- |
| Sursă     | Dată                  | Eșantion | CURS                                        | 25–30 octombrie 2021                        | 1.100                                       | Net (+/-)                                   | 10% | 81% | 9%   | −71% |
| Sursă     | Dată                  | Eșantion | Avangarde                                   | 17–26 octombrie 2021                        | 900                                         | 7%                                          | 74% | 19% | −67% |      |
| Avangarde | 14–21 septembrie 2021 | 900      | 14%                                         | 61%                                         | 25%                                         | −47%                                        |     |     |      |      |
| CURS      | 12–20 august 2021     | 1.100    | 18%                                         | 77%                                         | 5%                                          | −59%                                        |     |     |      |      |
| CURS      | 11–18 iunie 2021      | 1.067    | 19%                                         | 75%                                         | 6%                                          | −56%                                        |     |     |      |      |
| CURS      | 14–17 aprilie 2021    | 1.107    | 24%                                         | 69%                                         | 7%                                          | −45%                                        |     |     |      |      |
| BCS       | 11 aprilie 2021       | 1.420    | 21,6%                                       | 68,5%                                       | 9,8%                                        | −46,9%                                      |     |     |      |      |